# Élections municipales de 2008 à Paris
Pour un article plus général, voir Élections municipales françaises de 2008.
Les élections municipales de 2008 à Paris se tiennent les 9 et 16 mars 2008. Elles voient s'opposer des listes d'union de la gauche menées par le maire sortant Bertrand Delanoë, des listes UMP menées par Françoise de Panafieu, des listes Mouvement Démocrate menées par Marielle de Sarnez, des listes Verts menées par Denis Baupin, des listes Front national menées par Martial Bild, ainsi que quelques listes indépendantes. 166 listes se sont opposées, pour un total de 4 517 candidats, dans l'ensemble des vingt arrondissements.
À l'issue de ce scrutin, Bertrand Delanoë a été réélu maire de Paris lors de la première réunion du Conseil de Paris qui s'est tenue le 21 mars 2008. La répartition des mairies d'arrondissement est restée la même que lors des précédentes élections, avec 12 mairies d'arrondissement contrôlées par la gauche et 8 contrôlées par la droite. Les maires des vingt arrondissements ont été élus lors de la réunion des vingt conseils d'arrondissement le 29 mars 2008.

## Contexte
Depuis mars 2001, la gauche (PS, Verts, PCF et MRC) dirige 12 arrondissements contre 8 à la droite (UMP et UDF).

### Enjeux
Paris étant à la fois commune et département, l'élection du maire (dans ce cas aussi président du conseil général, appelé "Conseil de Paris") est faite par les 163 conseillers de Paris issus des vingt arrondissements de la capitale. Ces conseillers sont élus par arrondissement, à la proportionnelle avec une prime à la majorité, comme à Marseille et Lyon (Loi PLM). Les règles légales du scrutin contenant une part de proportionnelle, chaque arrondissement gagné par un camp lui donne une nette majorité de conseillers de Paris locaux.
Cette règle favorise ainsi les camps unis et ce fut le cas en 2001 au bénéfice de Bertrand Delanoë qui fusionna ses listes avec les Verts au second tour, pendant que la droite se présentait divisée et affaiblie par les "affaires" de la mairie de Paris. La victoire de la gauche en 2001 a été obtenue avec le basculement vers elle des 4e, 9e, 12e, 13e et 14e arrondissements (auquel il faut ajouter celui du 2e, jusqu'alors fief de l'indépendante Benoîte Taffin) et de son maintien dans les six arrondissements qu'elle détenait depuis 1995.
Les principaux enjeux, pour cette élection de 2008, sont les suivants :
- Pour la droite : garder ses huit arrondissements, si possible dès le premier tour afin d'optimiser le nombre maximum de conseillers UMP de Paris, et de regagner, dans ce cas de figure, au moins un arrondissement important comme le 12e arrondissement lequel pourrait suffire à lui faire gagner la majorité des sièges au Conseil de Paris.
- Pour la gauche : garder les arrondissements qu'elle a gagnés en 2001, et de prendre de nouveaux postes de conseillers en améliorant son score dans certains arrondissements.
- Pour le centre : faire la démonstration de son poids électoral et de forcer les partis traditionnels à le considérer comme un acteur majeur.

### Mode de scrutin
À Paris, les électeurs choisissent à la fois des conseillers de Paris et des conseillers d'arrondissement. Les conseillers de Paris élisent le maire et siègent au Conseil de Paris ainsi qu'au Conseil d'arrondissement. Les conseillers d'arrondissement ne siègent qu'au Conseil d'arrondissement. Normalement, il y a deux fois plus de conseillers d'arrondissements que de conseillers de Paris, mais il doit y avoir entre 10 et 40 conseillers d'arrondissement.
Les élections se déroulent normalement en deux tours, sauf si une liste obtient la majorité absolue dès le premier tour (50 % des votes exprimés ET 25 % des inscrits). Si un deuxième tour est organisé, seules les listes ayant obtenu 10 % des voix lors du premier tour peuvent s'y présenter. Cependant, les listes peuvent être réorganisées entre les deux tours, une liste ayant obtenu plus de 10 % des voix pouvant, par exemple, rajouter des membres d'une autre liste.
À l'issue de l'élection, la liste arrivant en tête (soit avec le plus de voix au deuxième tour, soit avec la majorité absolue au premier tour) récupère la moitié des sièges de conseillers, arrondi au siège supérieur. C'est ce qu'on appelle la « prime à la majorité ». Les sièges restants sont répartis entre les listes avec les dispositions suivantes. Seules les listes ayant plus de 5 % des voix présentes au tour de scrutin en question participent au partage - y compris la liste gagnante. Les sièges sont répartis selon la méthode de la plus forte moyenne. En cas d'égalité pour un siège, la liste ayant la moyenne d'âge la plus élevée est favorisée.
Le nombre de sièges en jeu est le suivant :
| Arrondissement               | 1er | 2e | 3e | 4e | 5e | 6e | 7e | 8e | 9e | 10e | 11e | 12e | 13e | 14e | 15e | 16e | 17e | 18e | 19e | 20e | Total |
| ---------------------------- | --- | -- | -- | -- | -- | -- | -- | -- | -- | --- | --- | --- | --- | --- | --- | --- | --- | --- | --- | --- | ----- |
| Conseillers de Paris         | 3   | 3  | 3  | 3  | 4  | 3  | 5  | 3  | 4  | 6   | 11  | 10  | 13  | 10  | 17  | 13  | 13  | 14  | 12  | 13  | 163   |
| Conseillers d'arrondissement | 10  | 10 | 10 | 10 | 10 | 10 | 10 | 10 | 10 | 12  | 22  | 20  | 26  | 20  | 34  | 26  | 26  | 28  | 24  | 26  | 354   |

### Candidatures principales

#### Listes de droite

##### Union pour un mouvement populaire

###### Primaires
C'est en février 2006 que les adhérents de l'UMP-Paris désignent Françoise de Panafieu comme leur candidat à la mairie de Paris. Elle est sélectionnée au terme d'un processus de primaires mis en place par Nicolas Sarkozy, le président de l'UMP, et qui prévoit une élection à deux tours les 25 février et 4 mars 2006.
Les 14 002 militants (à jour de cotisation, sur 22 000 militants UMP revendiqués) ont le choix au premier tour entre : 
- Françoise de Panafieu, député-maire du 17e arrondissement, et ancien ministre
- Claude Goasguen, député du 16e arrondissement (sud) et ancien ministre
- Pierre Lellouche, député du 8e et 9e arrondissement, ancien conseiller de Jacques Chirac
- Jean Tiberi, député-maire du 5e arrondissement, ancien Maire de Paris, et ancien ministre

Au soir du 25 février 2006, le taux de participation des militants est de 78 % (10 975 votants). C'est Françoise de Panafieu qui arrive largement en tête des primaires UMP avec 40,7 % des suffrages exprimés (soit 4 446 voix). Elle est suivie de Claude Goasguen (23,4 % des suffrages soit 2 560 voix) qu'elle doit alors affronter lors d'un second tour prévu le 4 mars. Arrivé troisième avec 18,95 % des suffrages (2 071 voix), Pierre Lellouche est éliminé. Il appelle ses partisans à voter pour Françoise de Panafieu au second tour. Arrivé dernier et donc également éliminé, Jean Tiberi obtient 16,98 % des suffrages (1 855 voix, dont beaucoup dans son fief du 5e).
Les conditions dans lesquelles le scrutin du 25 février s'est déroulé sont néanmoins contestées. Pierre Lellouche dénonce des pratiques frauduleuses en visant particulièrement Claude Goasguen : « Les scores sont conformes à un scénario écrit à l'avance ». C'est pourtant aussi avec ce dernier qu'il émet de fortes réserves sur la validité du vote par Internet où Françoise de Panafieu est arrivée largement en tête.
Le 28 février 2006, devançant l'annonce officielle de l'alliance entre Françoise de Panafieu et Pierre Lellouche, Claude Goasguen annonce qu'il retire sa candidature au second tour de la primaire UMP pour les municipales de 2008 à Paris, permettant à Françoise de Panafieu de remporter l'investiture. « Pour faire un pas supplémentaire dans le sens de l'union, [Claude Goasguen] a décidé de retirer sa candidature du deuxième tour », a ainsi salué le président de la fédération UMP de Paris Philippe Goujon.

###### Union pour un Paris gagnant
Françoise de Panafieu, UMP, est député-maire du 17e arrondissement. Elle est ancienne adjointe de Jacques Chirac, puis de Jean Tiberi à Paris et ancien ministre dans le premier gouvernement d'Alain Juppé. Elle est candidate au poste de maire de Paris. Elle dirige les listes Union pour un Paris gagnant présentes dans les vingt arrondissements.

###### Dissidences
D'autres candidats divers droite et dissidents de l'UMP se présentent contre le candidat désigné par l'UMP : 
- François Lebel (maire sortant UMP) : 8e arrondissement
- Bernard Quesson (CNI, Génération Ecologie et Nouveau Centre), 10e arrondissement.
- Gérard d'Aboville[5] (Paris Libre), 15e arrondissement.
- Dominique Baud, 15e arrondissement.
- David Alphand, 16e arrondissement (également délégué de l'UMP dans la circonscription du nord du 16e, celle de Bernard Debré)
- Sauveur Boukris, 18e arrondissement.
- Raoul Delamare, 20e arrondissement.

##### Front national
Martial Bild, Front national, est candidat au poste de maire de Paris. Les listes Pôle des Tricolores sont présentes dans les vingt arrondissements.

##### Nouveau Centre
- Pierre Vallet, 14e arrondissement.
- David Pierre-Bloch, 18e arrondissement.

##### Mouvement démocrate
Marielle de Sarnez, candidate au poste de maire de Paris, est conseillère UDF-MoDem de Paris (14e arrondissement) depuis mars 2001, députée européenne depuis juin 1999 et présidente de la fédération UDF de Paris depuis mars 2006. Elle est secrétaire générale du Parti démocrate européen, vice-présidente du groupe ADLE au Parlement européen et vice-présidente de l'UDF. Les listes Une ville plus humaine sont présentes dans les vingt arrondissements. Avec un projet élaboré sous la direction d'Antonio Duarte, Marielle de Sarnez propose notamment la couverture partielle du boulevard périphérique à Paris ou la création d'un grand parc urbain Gare du Nord. 

#### Listes de gauche

##### Union de la gauche
Bertrand Delanoë est maire PS de Paris depuis mars 2001. Le 3 septembre 2007 au soir, il confirme aux médias qu'il sera candidat à sa succession. Il est alors en position de force au sein d'un Parti socialiste en crise, et l'on évoque même une éventuelle candidature de sa part pour l'élection présidentielle de 2012.
La liste de Bertrand Delanoë est soutenue par le Parti socialiste, le Parti communiste français et le Mouvement républicain et citoyen, qui y disposent de candidats (notamment huit places éligibles au Conseil de Paris pour le PCF, et six pour le MRC).
Georges Sarre (MRC) et Patrick Bloche (PS) ont conclu un accord de fusion au second tour après une primaire qui les oppose.

##### Les Verts
- Les Verts ont désigné Denis Baupin comme tête de liste le 25 mars 2007 lors d'une assemblée générale des Verts Paris. Denis Baupin a remporté 49,9 % des suffrages au premier tour, contre 29 % à Véronique Dubarry, jeune élue du 10e arrondissement, et 19 % à Pénélope Komitès, adjointe au maire chargée des personnes handicapées. Le retrait de Véronique Dubarry au deuxième tour ayant laissé Denis Baupin seul en lice, il a remporté 93 % des voix au second tour. Ce résultat s'explique notamment par la prise en compte des bulletins blancs dans les votes internes des Verts.

Les Verts présentent des listes autonomes (Pour l'écologie, Paris a besoin des Verts) dans chaque arrondissement au 1er tour et fusionnent avec les listes du Parti socialiste au 2e tour.
L'assemblée générale de 2007 a validé les têtes de liste pour les vingt arrondissements.

##### Ligue communiste révolutionnaire
- 5e arrondissement : Sophie Bournazel, 33 ans, employée dans le secteur privé (petite enfance)
- 9e arrondissement : Fanny Gallot, 27 ans, enseignante
- 10e arrondissement : Sylvain Pattieu, 29 ans, enseignant
- 11e arrondissement : Cécile Silhouette, 48 ans, institutrice
- 12e arrondissement : Manuela Perez, 37 ans, employée du secteur privé (commerce)
- 13e arrondissement : Natacha Larchet, 28 ans, cheminote
- 14e arrondissement : Marc Lagoutte, 59 ans, technicien des télécommunications
- 15e arrondissement : Florent Grimaldi, 27 ans, ingénieur motoriste
- 18e arrondissement : Anne Leclerc, 51 ans, éducatrice
- 19e arrondissement : Liliane Guardiola, chômeuse
- 20e arrondissement : Penelope Duggan, 55 ans, enseignante

#### Autres candidats
- Un candidat d'Alliance royale, Patrick de Villenoisy, délégué Alliance royale de l'Île-de-France.
- Un candidat Divers Droite, Claude Fain, 2e adjoint au maire du 16e arrondissement
- Deux candidats Nouveau Centre, 14e et 18e arrondissements
- Un candidat CNI, Bernard Quesson, avec Armelle Josseran du Nouveau Centre en seconde de liste (la liste, AGIR pour le Xe, comporte 2 Nouveau Centre, 2 Génération écologie, 3 CNI, quelques « majorité présidentielle », et quelques « sans étiquette », dont Hubert Loca-Roca, champion olympique Handisport).
- Un candidat Divers Gauche, Michel Charzat, Maire du 20e arrondissement
- Trois candidats de La Diagonale-La Gauche moderne
- Un candidat du Mouvement pour la France
- Un candidat de Lutte ouvrière
- Jean-Marc Restoux, candidat SDF, 6e arrondissement[10].
- Un candidat fantaisiste mais avec un nom célèbre : Gaspard Delanoë

### État des lieux par arrondissement
Au regard des différentes élections intervenues depuis mars 2001, le rapport de force s'établit comme suit :

#### Sept arrondissements favorables à la gauche
La gauche est en position très favorable dans 7 des 12 arrondissements qu'elle détient :
- 3e arrondissement (3 conseillers de Paris).
- 10e arrondissement (6 conseillers de Paris).
- 11e arrondissement (11 conseillers de Paris).
- 13e arrondissement (13 conseillers de Paris) : l'arrondissement que Jacques Toubon avait pris à la gauche en 1983 a confirmé de nouveau son ancrage à gauche depuis 2001.
- 18e arrondissement (14 conseillers de Paris) : l'arrondissement qu'Alain Juppé avait arraché à la gauche en 1983 est revenu à gauche depuis 1995.
- 19e arrondissement (12 conseillers de Paris) : arrondissement traditionnellement à gauche (à l'exception de la période 1983-1995).
- 20e arrondissement (13 conseillers de Paris) :  arrondissement traditionnellement à gauche (à l'exception de la période 1983-1995).

Ces 7 arrondissements ont voté majoritairement pour les listes de gauche lors des élections régionales et européennes de 2004 et lors des élections présidentielle et législatives de 2007. Aucun maire d'arrondissement de gauche n'a cependant jamais été élu dès le premier tour.

#### Sept arrondissements favorables à la droite
La droite domine largement 7 des 8 arrondissements qu'elle a pu facilement conserver en 2001 avec des scores supérieurs à 52 % des voix : 
- 1er arrondissement (3 conseillers de Paris) : a constamment voté à droite (56 % pour Nicolas Sarkozy en 2007). Lors des élections législatives de juin 2007, son maire Jean-François Legaret y a obtenu plus de 50 % des voix dès le premier tour. En mars 2001, il avait été élu avec 52,48 % des voix au second tour soit 285 voix d'écarts avec son adversaire sur 5741 suffrages exprimés[11].
- 6e arrondissement (3 conseillers de Paris) : n'a jamais voté à gauche.
- 7e arrondissement (5 conseillers de Paris) : les scores de la droite varient entre 65 et 80 % des voix.
- 8e arrondissement (3 conseillers de Paris) : les scores de la droite n'y ont jamais été inférieurs à 60 % des voix
- 15e arrondissement (17 conseillers de Paris) : représente 10 % des habitants de Paris, la droite y obtient généralement entre 56 et 60 % des suffrages. Anne Hidalgo, la première adjointe de Delanoë, est élue de cet arrondissement (29 % des voix aux législatives de 2002).
- 16e arrondissement (13 conseillers de Paris) : la gauche n'a jamais dépassé 25 % des suffrages.
- 17e arrondissement (13 conseillers de Paris) : bastion de Françoise de Panafieu. La gauche a été représentée en 2001 par Clémentine Autain, apparentée communiste, dans ce quartier aisé (dans sa partie sud) de Paris.

La division de la droite a empêché en 2001 l'élection habituelle au premier tour de ses candidats dans ces sept arrondissements qui n'ont jamais été vraiment en jeu lors des campagnes électorales. Ainsi, ces arrondissements ont voté majoritairement pour les listes de droite lors des élections régionales et européennes de 2004 et lors des élections présidentielle et législatives de 2007.

#### Six arrondissements disputés
- 2e arrondissement (3 conseillers de Paris) : a été remporté par la gauche avec 300 voix d'avance en 2001, arrondissement qualifié de bourgeois.
- 4e arrondissement (3 conseillers de Paris) : arrondissement mixte, a voté à droite lors des élections législatives de 2002, puis à nouveau à gauche aux élections régionales et européennes de 2004. Nicolas Sarkozy l'a emporté au second tour de la présidentielle de 2007 avec 50,2 % des voix contre 49,8 % à Ségolène Royal.
- 5e arrondissement (4 conseillers de Paris) : quartier intellectuel et étudiant, historiquement à droite, bastion de Jean Tiberi depuis 1968. L'arrondissement a donné une légère majorité à la gauche lors des élections régionales de 2004 et lors de l’élection présidentielle de 2007. Un mois plus tard, lors des élections législatives, il réélisait le candidat de droite, Jean Tibéri avec 51,05 % des voix (52,7 % pour l'ensemble de la deuxième circonscription de Paris). Un sondage TNS-Sofres donne le candidat de Bertrand Delanoë gagnant à 52 % des voix[12]
- 9e arrondissement (4 conseillers de Paris) : arrondissement mixte dont Pierre Lellouche est le député. Si l'arrondissement a penché à gauche lors des élections régionales de 2004, il a de nouveau voté à droite lors des élections présidentielle et législatives de 2007.
- 12e arrondissement (10 conseillers de Paris) : surnommé le 16e de l'est, le 12e compte 2 députés, les PS Sandrine Mazetier (depuis 2007) sur la majeure partie de l'arrondissement et Patrick Bloche (élu majoritairement sur le 11e arrondissement). L'arrondissement fut longtemps dominé par la famille UDF. Perdu par une droite particulièrement divisée dans le secteur en 2001, c'est l'arrondissement que la gauche doit garder et que la droite doit prendre en priorité, du fait du nombre important de ses élus au Conseil de Paris. Cet arrondissement où l'UMP soutient la candidature de Jean-Marie Cavada (ex-MoDem) devrait être l'enjeu d'une importante bataille électorale d'autant plus que les jeux y sont très ouverts.
- 14e arrondissement (10 conseillers de Paris) : quartier mixte et plutôt aisé de la rive gauche, vote constamment vers la gauche depuis 2001 bien que la droite et le centre y soient structurellement et sociologiquement majoritaires. L'influence de l'électorat centriste est ainsi déterminante. Il a permis la réélection du Vert Yves Cochet lors des élections législatives de 2007 avec une large majorité au second tour (57 %), alors que les résultats du premier tour étaient serrés : 35 % des suffrages contre 34 % à Nicole Guedj (UMP) et 18,37 % à Marielle de Sarnez (MoDem).

Les quatre premiers arrondissements de Paris étant petits et assez peu peuplés (de 16 000 à 34 000 habitants), chacun n'envoie que 3 conseillers au Conseil de Paris.
La majorité d'un tel arrondissement obtient deux conseillers, l'opposition un autre. Quand un tel arrondissement bascule, c'est donc seulement un siège qui change de couleur politique dans l'assemblée décisionnelle de la capitale.
Selon Bertrand Delanoë, lors de l'émission Ripostes de Serge Moati le 13 janvier 2008, seuls 4 arrondissements sont réellement disputables entre l'UMP et le PS (le 4e arrondissement, le 9e arrondissement, le 12e arrondissement et le 14e arrondissement).

## Résultats

### Résultats généraux
| Listes          | Listes         | Candidat à la Mairie de Paris | Premier tour | Premier tour | Second tour | Second tour | Élus | Élus  |  |
| Listes          | Listes         | Candidat à la Mairie de Paris | Voix         | %            | Voix        | %           | #    | %     |  |
| --------------- | -------------- | ----------------------------- | ------------ | ------------ | ----------- | ----------- | ---- | ----- |  |
|                 | PS-PCF-MRC-PRG | Bertrand Delanoë *            | 287 755      | 41,60        | 298 899     | 57,71       | 97   | 59,51 |  |
|                 | Les Verts      | Denis Baupin                  | 46 883       | 6,78         | 298 899     | 57,71       | 97   | 59,51 |  |
|                 | UMP-NC-PR      | Françoise de Panafieu         | 193 109      | 27,92        | 186 839     | 36,07       | 61   | 37,42 |  |
|                 | MoDem          | Marielle de Sarnez            | 62 686       | 9,06         | 12 240      | 2,36        | 1    | 0,61  |  |
|                 | DVD            |                               | 37 229       | 5,38         | 5 956       | 1,15        | 2    | 1,23  |  |
|                 | EXG - LCR - LO |                               | 28 519       | 4,12         |             |             |      |       |  |
|                 | FN             | Martial Bild                  | 21 939       | 3,17         |             |             |      |       |  |
|                 | DVG - PS diss. |                               | 9 710        | 1,40         | 14 034      | 2,71        | 2    | 1,23  |  |
|                 | Autres         |                               | 3 847        | 0,56         |             |             |      |       |  |
|                 |                |                               |              |              |             |             |      |       |  |
| Inscrits        | Inscrits       | Inscrits                      | 1 231 235    | 100,00       | 943 334     | 100,00      |      |       |  |
| Abstentions     | Abstentions    | Abstentions                   | 530 240      | 43,07        | 408 745     | 43,33       |      |       |  |
| Votants         | Votants        | Votants                       | 700 995      | 56,93        | 534 589     | 56,67       |      |       |  |
| Blancs et nuls  | Blancs et nuls | Blancs et nuls                | 9 318        | 1,33         | 16 621      | 3,11        |      |       |  |
| Exprimés        | Exprimés       | Exprimés                      | 691 677      | 98,67        | 517 968     | 96,89       |      |       |  |
| * Maire sortant |                |                               |              |              |             |             |      |       |  |

Les résultats tous arrondissements confondus montrent la forte domination des listes soutenant le maire sortant Bertrand Delanoë, qui devancent nettement celles soutenant la candidature de Françoise de Panafieu à la mairie de Paris - dans un contexte de taux d’abstention non négligeable. Les excellents résultats parisiens pour le PS et ses alliés s'inscrivent dans une relative avance de la gauche au niveau national à l'occasion des élections municipales de 2008, et sont l'un des symboles les plus prononcés de cette victoire.
Quatre arrondissements sont pourvus par un unique tour de scrutin. Pour la première, fois la gauche remporte trois arrondissements dès le premier jour de vote : les listes de Bertrand Delanoë gagnent les 3e, 11e et 19e arrondissements, respectivement menées par Pierre Aidenbaum, Patrick Bloche et Roger Madec. À droite, seule la liste de Claude Goasguen soutenue par Françoise de Panafieu dans le 16e arrondissement remporte une majorité absolue des suffrages exprimés.
Les Verts conduits par Denis Baupin obtiennent un score mitigé mais qui leur permet de fusionner avec les listes socialistes dans la plupart des arrondissements. Les résultats sont relativement décevants pour le MoDem qui ne peut maintenir que trois de ses listes, notamment celle de sa cheffe de file parisienne Marielle de Sarnez, et n'obtient d'accord de fusion avec aucune autre formation. Le Front national de Martial Bild obtient de très mauvais résultats qui ne permettent aucun remboursement de la campagne.
À l'issue du premier tour, un second tour doit donc avoir lieu dans seize arrondissements sur vingt. Dans tous ces arrondissements sont en présence les listes du PS et ses alliés et celles de la droite, à l'exception du 20e où cette dernière ne peut se maintenir et laisse la place à un duel à gauche avec le dissident Michel Charzat. Par conséquent, les listes de l'union de la gauche et celles de la majorité présidentielle sont désormais les seules susceptibles de rassembler une majorité au Conseil de Paris, faisant de Bertrand Delanoë et de Françoise de Panafieu les deux seuls candidats pouvant être élus maire par la prochaine assemblée de la capitale. Cela permet un duel télévisé entre eux sur Canal+ lors de la semaine d'entre-deux tours.
En dehors des oppositions gauche/droite et du duel des gauches dans le 20e, quatre triangulaires ont lieu : avec le MoDem dans les 5e, 7e et 14e arrondissements - Marielle de Sarnez, désormais exclue de la course au fauteuil du maire de Paris, étant néanmoins tête de liste dans ce dernier - et avec le dissident de l'UMP François Lebel arrivé en tête de la droite au premier tour dans le 8e et se maintenant face au candidat officiel Pierre Lellouche et la liste de gauche.
Le second tour confirme la victoire de la gauche en général et du PS en particulier, assurant une réélection confortable pour Bertrand Delanoë à la tête d'une coalition plurielle où les socialistes ont désormais une majorité absolue. Si aucun arrondissement ne bascule - y compris le 5e pour lequel les premières estimations annoncent pourtant le contraire - confirmant ainsi la coupure entre l'Est de gauche et l'Ouest de droite, la majorité municipale sortante est donc renforcée, tandis que la droite ne peut que conserver ses arrondissements (dont le 8e remporté par la liste dissidente) et que Marielle de Sarnez est la seule élue du MoDem à entrer au Conseil de Paris.

#### Maires élus
Le maire de Paris a été élu le 21 mars 2008, lors d'une séance extraordinaire du Conseil de Paris présidée par Pierre-Christian Taittinger, doyen d'âge. Bertrand Delanoë, seul candidat après le désistement de Françoise de Panafieu qui n'a pas « estimé utile de postuler », a remporté 98 voix sur 161 votants, les élus UMP ayant voté blanc. Les maires d'arrondissement ont été élus le 29 mars 2008, lors de la première réunion du conseil d'arrondissement tenue après les élections.

Appartenance politique des maires d'arrondissement élus en 2008.

| Arrondissement | Maire sortant               |  | Parti     | Maire élu ou réélu    |  | Parti     |
| -------------- | --------------------------- |  | --------- | --------------------- |  | --------- |
| Paris          | Bertrand Delanoë            |  | PS        | Bertrand Delanoë      |  | PS        |
| 1er            | Jean-François Legaret       |  | UMP       | Jean-François Legaret |  | UMP       |
| 2e             | Jacques Boutault            |  | Les Verts | Jacques Boutault      |  | Les Verts |
| 3e             | Pierre Aidenbaum            |  | PS        | Pierre Aidenbaum      |  | PS        |
| 4e             | Dominique Bertinotti        |  | PS        | Dominique Bertinotti  |  | PS        |
| 5e             | Jean Tiberi                 |  | UMP       | Jean Tiberi           |  | UMP       |
| 6e             | Jean-Pierre Lecoq           |  | UMP       | Jean-Pierre Lecoq     |  | UMP       |
| 7e             | Michel Dumont               |  | UMP       | Rachida Dati          |  | UMP       |
| 8e             | François Lebel              |  | UMP       | François Lebel        |  | CNIP      |
| 9e             | Jacques Bravo               |  | PS        | Jacques Bravo         |  | PS        |
| 10e            | Tony Dreyfus                |  | PS        | Rémi Féraud           |  | PS        |
| 11e            | Georges Sarre               |  | MRC       | Patrick Bloche        |  | PS        |
| 12e            | Michèle Blumenthal          |  | PS        | Michèle Blumenthal    |  | PS        |
| 13e            | Jérôme Coumet               |  | PS        | Jérôme Coumet         |  | PS        |
| 14e            | Pierre Castagnou            |  | PS        | Pierre Castagnou      |  | PS        |
| 15e            | René Galy-Dejean            |  | UMP       | Philippe Goujon       |  | UMP       |
| 16e            | Pierre-Christian Taittinger |  | UMP       | Claude Goasguen       |  | UMP       |
| 17e            | Françoise de Panafieu       |  | UMP       | Brigitte Kuster       |  | UMP       |
| 18e            | Daniel Vaillant             |  | PS        | Daniel Vaillant       |  | PS        |
| 19e            | Roger Madec                 |  | PS        | Roger Madec           |  | PS        |
| 20e            | Michel Charzat              |  | PS        | Frédérique Calandra   |  | PS        |

#### Conseillers de Paris
| Arrondissement | Arrondissement | PS-PCF- PRG-MRC | MoDem | Divers Droite | UMP | Total |
| -------------- | -------------- | --------------- | ----- | ------------- | --- | ----- |
|                | 1er            | 1               | -     | -             | 2   | 3     |
|                | 2e             | 3               | -     | -             | -   | 3     |
|                | 3e             | 3               | -     | -             | -   | 3     |
|                | 4e             | 2               | -     | -             | 1   | 3     |
|                | 5e             | 1               | -     | -             | 3   | 4     |
|                | 6e             | 1               | -     | -             | 2   | 3     |
|                | 7e             | -               | -     | -             | 5   | 5     |
|                | 8e             | -               | -     | 1             | 2   | 3     |
|                | 9e             | 3               | -     | -             | 1   | 4     |
|                | 10e            | 5               | -     | -             | 1   | 6     |
|                | 11e            | 10              | -     | -             | 1   | 11    |
|                | 12e            | 8               | -     | -             | 2   | 10    |
|                | 13e            | 11              | -     | -             | 2   | 13    |
|                | 14e            | 8               | 1     | -             | 1   | 10    |
|                | 15e            | 4               | -     | -             | 13  | 17    |
|                | 16e            | 1               | -     | 1             | 11  | 13    |
|                | 17e            | 3               | -     | -             | 10  | 13    |
|                | 18e            | 12              | -     | -             | 2   | 14    |
|                | 19e            | 10              | -     | -             | 2   | 12    |
|                | 20e            | 13              | -     | -             | -   | 13    |
| Total          | Total          | 99              | 1     | 2             | 61  | 163   |

### Résultats par arrondissement

#### 1erarrondissement
13 sièges sont à pourvoir dont 3 au Conseil de Paris. Le maire sortant est Jean-François Legaret (UMP), qui est réélu.
| Tête de liste   | Tête de liste             | Liste          | Premier tour | Premier tour | Second tour | Second tour | Élus | Élus |  |
| Tête de liste   | Tête de liste             | Liste          | Voix         | %            | Voix        | %           | CA   | CP   |  |
| --------------- | ------------------------- | -------------- | ------------ | ------------ | ----------- | ----------- | ---- | ---- |  |
|                 | Jean-François Legaret*    | UMP-NC-PR      | 2 641        | 43,10        | 3 366       | 52,76       | 8    | 2    |  |
|                 | Seybah Dagoma             | PS-PCF-MRC-PRG | 2 289        | 37,36        | 3 014       | 47,24       | 2    | 1    |  |
|                 | Laurence Bonnet           | Les Verts      | 439          | 7,16         | 3 014       | 47,24       | 2    | 1    |  |
|                 | Paule Champetier de Ribes | MoDem          | 531          | 8,67         |             |             |      |      |  |
|                 | Cyrille Rey-Coquais       | FN             | 152          | 2,48         |             |             |      |      |  |
|                 | Marie-Madeleine Lacroix   | LO             | 75           | 1,22         |             |             |      |      |  |
|                 |                           |                |              |              |             |             |      |      |  |
| Inscrits        | Inscrits                  | Inscrits       | 10 494       | 100,00       | 10 492      | 100,00      |      |      |  |
| Abstentions     | Abstentions               | Abstentions    | 4 299        | 40,97        | 4 000       | 38,12       |      |      |  |
| Votants         | Votants                   | Votants        | 6 195        | 59,03        | 6 492       | 61,88       |      |      |  |
| Blancs et nuls  | Blancs et nuls            | Blancs et nuls | 68           | 0,65         | 112         | 1,07        |      |      |  |
| Exprimés        | Exprimés                  | Exprimés       | 6 127        | 58,39        | 6 380       | 60,81       |      |      |  |
| * Maire sortant |                           |                |              |              |             |             |      |      |  |

| Statut                      | Élu                   | Parti | Parti |
| --------------------------- | --------------------- | ----- | ----- |
| Conseiller de Paris         | Jean-François Legaret |       | UMP   |
| Conseiller de Paris         | Florence Berthout     |       | UMP   |
| Conseiller de Paris         | Seybah Dagoma         |       | PS    |
| Conseiller d'arrondissement | Emmanuel Caldaguès    |       | UMP   |
| Conseiller d'arrondissement | Michèle Haegy         |       | UMP   |
| Conseiller d'arrondissement | Franck Bouniol        |       | UMP   |
| Conseiller d'arrondissement | Catherine Mathon      |       | UMP   |
| Conseiller d'arrondissement | Antoine Barth         |       | NC    |
| Conseiller d'arrondissement | Josy Posine           |       | UMP   |
| Conseiller d'arrondissement | Marc Mutti            |       | PR    |
| Conseiller d'arrondissement | Martine Figueroa      |       | UMP   |
| Conseiller d'arrondissement | Alain Le Garrec       |       | PS    |
| Conseiller d'arrondissement | Marta Garcia          |       | PS    |
| 1. 2. 3.                    |                       |       |       |

#### 2earrondissement
13 sièges sont à pourvoir dont 3 au Conseil de Paris. Le maire sortant est Jacques Boutault (Les Verts), qui est réélu.
| Tête de liste   | Tête de liste        | Liste          | Premier tour | Premier tour | Second tour | Second tour | Élus | Élus |  |
| Tête de liste   | Tête de liste        | Liste          | Voix         | %            | Voix        | %           | CA   | CP   |  |
| --------------- | -------------------- | -------------- | ------------ | ------------ | ----------- | ----------- | ---- | ---- |  |
|                 | Sylvie Wieviorka     | PS-PCF-MRC-PRG | 2 231        | 33,12        | 4 363       | 68,34       | 9    | 3    |  |
|                 | Jacques Boutault*    | Les Verts      | 2 016        | 29,93        | 4 363       | 68,34       | 9    | 3    |  |
|                 | Christophe Lekieffre | UMP-NC-PR      | 1 543        | 22,91        | 2 021       | 31,66       | 1    | 0    |  |
|                 | François Guliana     | MoDem          | 621          | 9,22         |             |             |      |      |  |
|                 | Christiane Pacros    | FN             | 167          | 2,48         |             |             |      |      |  |
|                 | Jean-Pierre Dalmas   | LO             | 90           | 1,34         |             |             |      |      |  |
|                 | Marie-Christine Blin | DVD            | 68           | 1,01         |             |             |      |      |  |
|                 |                      |                |              |              |             |             |      |      |  |
| Inscrits        | Inscrits             | Inscrits       | 11 847       | 100,00       | 11 847      | 100,00      |      |      |  |
| Abstentions     | Abstentions          | Abstentions    | 5 039        | 42,53        | 5 257       | 44,37       |      |      |  |
| Votants         | Votants              | Votants        | 6 808        | 57,47        | 6 590       | 55,63       |      |      |  |
| Blancs et nuls  | Blancs et nuls       | Blancs et nuls | 72           | 0,61         | 206         | 1,74        |      |      |  |
| Exprimés        | Exprimés             | Exprimés       | 6 736        | 56,86        | 6 384       | 53,89       |      |      |  |
| * Maire sortant |                      |                |              |              |             |             |      |      |  |

| Statut                      | Élu                  | Parti | Parti     |
| --------------------------- | -------------------- | ----- | --------- |
| Conseiller de Paris         | Jacques Boutault     |       | Les Verts |
| Conseiller de Paris         | Sylvie Wieviorka     |       | PS        |
| Conseiller de Paris         | Pierre Schapira      |       | PS        |
| Conseiller d'arrondissement | Dominique Dussart    |       | Les Verts |
| Conseiller d'arrondissement | Maxime des Gayets    |       | PS        |
| Conseiller d'arrondissement | Roberta Bernard      |       | DVG       |
| Conseiller d'arrondissement | Jean-Paul Maurel     |       | Les Verts |
| Conseiller d'arrondissement | Claire Grover        |       | Les Verts |
| Conseiller d'arrondissement | Alain Duduoglu       |       | DVG       |
| Conseiller d'arrondissement | Florence Ribard      |       | PS        |
| Conseiller d'arrondissement | Laurent Bureau       |       | PS        |
| Conseiller d'arrondissement | Anne Sabourin        |       | PCF       |
| Conseiller d'arrondissement | Christophe Lekieffre |       | UMP       |

#### 3earrondissement
13 sièges sont à pourvoir dont 3 au Conseil de Paris. Le maire sortant est Pierre Aidenbaum (PS), qui est réélu.
|                 | Pierre Aidenbaum*           | PS-PCF-MRC-PRG | 6 685  | 55,82  | 9 | 3 |  |  |  |
|                 | Martine Weill-Raynal        | UMP-NC-PR      | 2 458  | 20,53  | 1 | 0 |  |  |  |
|                 | Laurence Hugues             | Les Verts      | 1 237  | 10,33  |   |   |  |  |  |
|                 | Raphaële Bidault-Waddington | MoDem          | 1 111  | 9,28   |   |   |  |  |  |
|                 | Annie Viguier               | FN             | 258    | 2,15   |   |   |  |  |  |
|                 | Jean-Pierre Luciano         | LO             | 133    | 1,11   |   |   |  |  |  |
|                 | Hélène Rubinstein-Carrera   | PT             | 92     | 0,77   |   |   |  |  |  |
|                 |                             |                |        |        |   |   |  |  |  |
| Inscrits        | Inscrits                    | Inscrits       | 21 370 | 100,00 |   |   |  |  |  |
| Abstentions     | Abstentions                 | Abstentions    | 9 272  | 43,39  |   |   |  |  |  |
| Votants         | Votants                     | Votants        | 12 098 | 56,61  |   |   |  |  |  |
| Blancs et nuls  | Blancs et nuls              | Blancs et nuls | 124    | 0,58   |   |   |  |  |  |
| Exprimés        | Exprimés                    | Exprimés       | 11 974 | 56,03  |   |   |  |  |  |
| * Maire sortant |                             |                |        |        |   |   |  |  |  |

| Statut                      | Élu                     | Parti | Parti |
| --------------------------- | ----------------------- | ----- | ----- |
| Conseiller de Paris         | Pierre Aidenbaum        |       | PS    |
| Conseiller de Paris         | Camille Montacié        |       | PS    |
| Conseiller de Paris         | Gauthier Caron-Thibault |       | PS    |
| Conseiller d'arrondissement | Christine Frey          |       | PS    |
| Conseiller d'arrondissement | Yann Marteil            |       | PS    |
| Conseiller d'arrondissement | Patricia Brebion-Valla  |       | PS    |
| Conseiller d'arrondissement | Patrick Badard          |       | PS    |
| Conseiller d'arrondissement | Monique Saliou          |       | PS    |
| Conseiller d'arrondissement | Julien Terpent          |       | PCF   |
| Conseiller d'arrondissement | Flora Bolter            |       | PS    |
| Conseiller d'arrondissement | Denis Murat             |       | PS    |
| Conseiller d'arrondissement | Christiane Gilon        |       | PS    |
| Conseiller d'arrondissement | Martine Weill-Raynal    |       | UMP   |

#### 4earrondissement
13 sièges à pourvoir dont 3 au Conseil de Paris. La maire sortante est Dominique Bertinotti (PS), qui est réélue.
| Tête de liste   | Tête de liste         | Liste          | Premier tour | Premier tour | Second tour | Second tour | Élus | Élus |  |
| Tête de liste   | Tête de liste         | Liste          | Voix         | %            | Voix        | %           | CA   | CP   |  |
| --------------- | --------------------- | -------------- | ------------ | ------------ | ----------- | ----------- | ---- | ---- |  |
|                 | Dominique Bertinotti* | PS-PCF-MRC-PRG | 5 127        | 48,49        | 6 219       | 60,95       | 8    | 2    |  |
|                 | Corine Faugeron       | Les Verts      | 834          | 7,89         | 6 219       | 60,95       | 8    | 2    |  |
|                 | Vincent Roger         | UMP-NC-PR      | 3 312        | 31,33        | 3 985       | 39,05       | 2    | 1    |  |
|                 | Fadila Mehal          | MoDem          | 863          | 8,16         |             |             |      |      |  |
|                 | Jacques Viviès        | FN             | 286          | 2,71         |             |             |      |      |  |
|                 | Marie-José Borsari    | LO             | 151          | 1,43         |             |             |      |      |  |
|                 |                       |                |              |              |             |             |      |      |  |
| Inscrits        | Inscrits              | Inscrits       | 17 996       | 100,00       | 17 994      | 100,00      |      |      |  |
| Abstentions     | Abstentions           | Abstentions    | 7 300        | 40,56        | 7 524       | 41,81       |      |      |  |
| Votants         | Votants               | Votants        | 10 696       | 59,43        | 10 470      | 58,19       |      |      |  |
| Blancs et nuls  | Blancs et nuls        | Blancs et nuls | 123          | 0,68         | 266         | 1,48        |      |      |  |
| Exprimés        | Exprimés              | Exprimés       | 10 573       | 58,75        | 10 204      | 56,71       |      |      |  |
| * Maire sortant |                       |                |              |              |             |             |      |      |  |

| Statut                      | Élu                   | Parti | Parti     |
| --------------------------- | --------------------- | ----- | --------- |
| Conseiller de Paris         | Dominique Bertinotti  |       | PS        |
| Conseiller de Paris         | Christophe Girard     |       | PS        |
| Conseiller de Paris         | Vincent Roger         |       | UMP       |
| Conseiller d'arrondissement | Claire Guidi          |       | PS        |
| Conseiller d'arrondissement | Jean-Louis Pourriat   |       | DVG       |
| Conseiller d'arrondissement | Claudine Mukizwa      |       | PS        |
| Conseiller d'arrondissement | Julien Landel         |       | PS        |
| Conseiller d'arrondissement | Corine Faugeron       |       | Les Verts |
| Conseiller d'arrondissement | Richard Jean-Baptiste |       | PS        |
| Conseiller d'arrondissement | Evelyne Zarka         |       | PCF       |
| Conseiller d'arrondissement | Gaël Lapeyronnie      |       | PS        |
| Conseiller d'arrondissement | Christine Albanel     |       | UMP       |
| Conseiller d'arrondissement | Jean-Michel Sokol     |       | UMP       |
| 1. 2. 3.                    |                       |       |           |

#### 5earrondissement
14 sièges sont à pourvoir dont 4 au Conseil de Paris. Le maire sortant est Jean Tiberi (UMP), qui est réélu.
| Tête de liste   | Tête de liste    | Liste          | Premier tour | Premier tour | Second tour | Second tour | Élus | Élus |  |
| Tête de liste   | Tête de liste    | Liste          | Voix         | %            | Voix        | %           | CA   | CP   |  |
| --------------- | ---------------- | -------------- | ------------ | ------------ | ----------- | ----------- | ---- | ---- |  |
|                 | Jean Tiberi*     | UMP-NC-PR      | 8 958        | 37,94        | 11 269      | 45,00       | 8    | 3    |  |
|                 | Lyne Cohen-Solal | PS-PCF-MRC-PRG | 8 187        | 34,67        | 11 044      | 44,10       | 2    | 1    |  |
|                 | Laurent Audouin  | Les Verts      | 1 287        | 5,45         | 11 044      | 44,10       | 2    | 1    |  |
|                 | Philippe Meyer   | MoDem          | 3 385        | 14,33        | 2 730       | 10,90       | 0    | 0    |  |
|                 | Sophie Bournazel | LCR            | 563          | 2,38         |             |             |      |      |  |
|                 | Édouard Bonhomme | DVD            | 551          | 2,33         |             |             |      |      |  |
|                 | Daniel Philippon | FN             | 418          | 1,77         |             |             |      |      |  |
|                 | Rudy Desnos      | DVD            | 140          | 0,59         |             |             |      |      |  |
|                 | Vincent Debat    | PT             | 125          | 0,53         |             |             |      |      |  |
|                 |                  |                |              |              |             |             |      |      |  |
| Inscrits        | Inscrits         | Inscrits       | 35 920       | 100,00       | 35 923      | 100,00      |      |      |  |
| Abstentions     | Abstentions      | Abstentions    | 12 053       | 33,56        | 10 548      | 29,36       |      |      |  |
| Votants         | Votants          | Votants        | 23 867       | 66,44        | 25 375      | 70,64       |      |      |  |
| Blancs et nuls  | Blancs et nuls   | Blancs et nuls | 253          | 0,70         | 332         | 0,92        |      |      |  |
| Exprimés        | Exprimés         | Exprimés       | 23 614       | 65,74        | 25 043      | 69,71       |      |      |  |
| * Maire sortant |                  |                |              |              |             |             |      |      |  |

| Statut                      | Élu                     | Parti | Parti |
| --------------------------- | ----------------------- | ----- | ----- |
| Conseiller de Paris         | Jean Tiberi             |       | UMP   |
| Conseiller de Paris         | Chantal Bach            |       | UMP   |
| Conseiller de Paris         | Christian Saint-Étienne |       | NC    |
| Conseiller de Paris         | Lyne Cohen-Solal        |       | PS    |
| Conseiller d'arrondissement | Geneviève Audemard      |       | UMP   |
| Conseiller d'arrondissement | Dominique Tiberi        |       | UMP   |
| Conseiller d'arrondissement | Claude Suquet           |       | PR    |
| Conseiller d'arrondissement | Alexandre Baetche       |       | UMP   |
| Conseiller d'arrondissement | Anne-Marie Affret       |       | UMP   |
| Conseiller d'arrondissement | Marc Bensoussan         |       | UMP   |
| Conseiller d'arrondissement | Flora Kaloustian        |       | UMP   |
| Conseiller d'arrondissement | Jean-René Hamon         |       | UMP   |
| Conseiller d'arrondissement | Pierre Dubreuil         |       | MRC   |
| Conseiller d'arrondissement | Habiba Lhussiez         |       | PS    |
| 1. 2.                       |                         |       |       |

#### 6earrondissement
13 sièges sont à pourvoir dont 3 au Conseil de Paris. Le maire sortant est Jean-Pierre Lecoq (UMP), qui est réélu.
| Tête de liste   | Tête de liste              | Liste          | Premier tour | Premier tour | Second tour | Second tour | Élus | Élus |  |
| Tête de liste   | Tête de liste              | Liste          | Voix         | %            | Voix        | %           | CA   | CP   |  |
| --------------- | -------------------------- | -------------- | ------------ | ------------ | ----------- | ----------- | ---- | ---- |  |
|                 | Jean-Pierre Lecoq*         | UMP-NC-PR      | 7 269        | 46,93        | 8 412       | 56,04       | 8    | 2    |  |
|                 | Romain Lévy                | PS-PCF-MRC-PRG | 5 166        | 33,35        | 6 599       | 43,96       | 2    | 1    |  |
|                 | Anne-Sophie Godefroy-Genin | MoDem          | 1 530        | 9,88         |             |             |      |      |  |
|                 | Louis Jouve                | Les Verts      | 590          | 3,81         |             |             |      |      |  |
|                 | Jean-Marc Restoux          | DVG            | 577          | 3,73         |             |             |      |      |  |
|                 | Pierre Beaudu              | FN             | 356          | 2,30         |             |             |      |      |  |
|                 |                            |                |              |              |             |             |      |      |  |
| Inscrits        | Inscrits                   | Inscrits       | 26 805       | 100,00       | 26 803      | 100,00      |      |      |  |
| Abstentions     | Abstentions                | Abstentions    | 11 199       | 41,78        | 11 475      | 42,81       |      |      |  |
| Votants         | Votants                    | Votants        | 15 606       | 58,22        | 15 328      | 57,19       |      |      |  |
| Blancs et nuls  | Blancs et nuls             | Blancs et nuls | 118          | 0,44         | 317         | 1,18        |      |      |  |
| Exprimés        | Exprimés                   | Exprimés       | 15 488       | 57,78        | 15 011      | 56,00       |      |      |  |
| * Maire sortant |                            |                |              |              |             |             |      |      |  |

| Statut                      | Élu                    | Parti | Parti |
| --------------------------- | ---------------------- | ----- | ----- |
| Conseiller de Paris         | Jean-Pierre Lecoq      |       | UMP   |
| Conseiller de Paris         | Geneviève Bertrand     |       | NC    |
| Conseiller de Paris         | Romain Lévy            |       | PS    |
| Conseiller d'arrondissement | Jean-Charles Bossard   |       | UMP   |
| Conseiller d'arrondissement | Chantal Lambert-Burens |       | UMP   |
| Conseiller d'arrondissement | Olivier Passelecq      |       | PR    |
| Conseiller d'arrondissement | Danielle Toché         |       | UMP   |
| Conseiller d'arrondissement | David-Hervé Boutin     |       | UMP   |
| Conseiller d'arrondissement | Chantal Delourme       |       | UMP   |
| Conseiller d'arrondissement | Bertrand Pavlik        |       | PR    |
| Conseiller d'arrondissement | Marie-Thérèse Lacombe  |       | PR    |
| Conseiller d'arrondissement | Juliette Raoul-Duval   |       | PS    |
| Conseiller d'arrondissement | Emmanuel Pierrat       |       | DVG   |

#### 7earrondissement
15 sièges sont à pourvoir dont 5 au Conseil de Paris. Le maire sortant est Michel Dumont (UMP). La maire élue est Rachida Dati (UMP).
| Tête de liste   | Tête de liste             | Liste          | Premier tour | Premier tour | Second tour | Second tour | Élus | Élus |  |
| Tête de liste   | Tête de liste             | Liste          | Voix         | %            | Voix        | %           | CA   | CP   |  |
| --------------- | ------------------------- | -------------- | ------------ | ------------ | ----------- | ----------- | ---- | ---- |  |
|                 | Rachida Dati              | UMP-NC-PR      | 8 894        | 49,50        | 9 934       | 57,69       | 8    | 5    |  |
|                 | Laurence Girard           | PS-PCF-MRC-PRG | 4 080        | 22,71        | 4 680       | 27,18       | 1    | 0    |  |
|                 | Véronique Delvolvé-Rosset | MoDem          | 2 819        | 15,69        | 2 607       | 15,14       | 1    | 0    |  |
|                 | Olivier Bidou             | DVD            | 850          | 4,73         |             |             |      |      |  |
|                 | Jean-Richard Sulzer       | FN             | 537          | 2,99         |             |             |      |      |  |
|                 | Catherine Ronge           | Les Verts      | 535          | 2,98         |             |             |      |      |  |
|                 | Yves-Marie Adeline        | AR             | 172          | 0,96         |             |             |      |      |  |
|                 | Abdelhak-Salih Branki     | Décroissance   | 80           | 0,45         |             |             |      |      |  |
|                 |                           |                |              |              |             |             |      |      |  |
| Inscrits        | Inscrits                  | Inscrits       | 31 547       | 100,00       | 31 539      | 100,00      |      |      |  |
| Abstentions     | Abstentions               | Abstentions    | 13 193       | 41,82        | 13 827      | 43,84       |      |      |  |
| Votants         | Votants                   | Votants        | 18 354       | 58,18        | 17 712      | 56,16       |      |      |  |
| Blancs et nuls  | Blancs et nuls            | Blancs et nuls | 387          | 1,23         | 491         | 1,56        |      |      |  |
| Exprimés        | Exprimés                  | Exprimés       | 17 967       | 56,95        | 17 221      | 54,60       |      |      |  |
| * Maire sortant |                           |                |              |              |             |             |      |      |  |

| Statut                      | Élu                       | Parti | Parti |
| --------------------------- | ------------------------- | ----- | ----- |
| Conseiller de Paris         | Rachida Dati              |       | UMP   |
| Conseiller de Paris         | Michel Dumont             |       | UMP   |
| Conseiller de Paris         | Emmanuelle Dauvergne      |       | UMP   |
| Conseiller de Paris         | Yves Pozzo di Borgo       |       | NC    |
| Conseiller de Paris         | Martine Namy-Caulier      |       | UMP   |
| Conseiller d'arrondissement | Jean-Philippe Hubin       |       | UMP   |
| Conseiller d'arrondissement | Annick Leroy              |       | UMP   |
| Conseiller d'arrondissement | Thierry Hodent            |       | UMP   |
| Conseiller d'arrondissement | Florence Gerbal-Mièze     |       | UMP   |
| Conseiller d'arrondissement | Philippe Michel           |       | UMP   |
| Conseiller d'arrondissement | Sylvie de Léotoing        |       | UMP   |
| Conseiller d'arrondissement | René-François Bernard     |       | NC    |
| Conseiller d'arrondissement | Sonia Ledoux              |       | UMP   |
| Conseiller d'arrondissement | Laurence Girard           |       | PS    |
| Conseiller d'arrondissement | Véronique Delvolvé-Rosset |       | MoDem |
| 1.                          |                           |       |       |

#### 8earrondissement
13 sièges sont à pourvoir dont 3 au Conseil de Paris. Le maire sortant est François Lebel (UMP), qui est réélu sous l'étiquette Divers droite.
| Tête de liste   | Tête de liste        | Liste            | Premier tour | Premier tour | Second tour | Second tour | Élus | Élus |  |
| Tête de liste   | Tête de liste        | Liste            | Voix         | %            | Voix        | %           | CA   | CP   |  |
| --------------- | -------------------- | ---------------- | ------------ | ------------ | ----------- | ----------- | ---- | ---- |  |
|                 | François Lebel*      | DVD              | 4 376        | 35,51        | 5 956       | 48,55       | 8    | 2    |  |
|                 | Pierre Lellouche     | UMP-NC-PR        | 4 119        | 33,42        | 3 903       | 31,82       | 1    | 1    |  |
|                 | Heidi Rancon-Cavenel | PS-PCF-MRC-PRG   | 2 302        | 18,68        | 2 408       | 19,63       | 1    | 0    |  |
|                 | Monique Baruti       | MoDem            | 808          | 6,56         |             |             |      |      |  |
|                 | Martine Lebranchu    | Les Verts        | 318          | 2,58         |             |             |      |      |  |
|                 | Jean Mairey          | FN               | 293          | 2,38         |             |             |      |      |  |
|                 | Line Stambouli       | Paris Save Paris | 109          | 0,88         |             |             |      |      |  |
|                 |                      |                  |              |              |             |             |      |      |  |
| Inscrits        | Inscrits             | Inscrits         | 23 076       | 100,00       | 23 071      | 100,00      |      |      |  |
| Abstentions     | Abstentions          | Abstentions      | 10 627       | 46,05        | 10 650      | 46,16       |      |      |  |
| Votants         | Votants              | Votants          | 12 449       | 53,95        | 12 421      | 53,84       |      |      |  |
| Blancs et nuls  | Blancs et nuls       | Blancs et nuls   | 124          | 0,54         | 154         | 0,67        |      |      |  |
| Exprimés        | Exprimés             | Exprimés         | 12 325       | 53,41        | 12 267      | 53,17       |      |      |  |
| * Maire sortant |                      |                  |              |              |             |             |      |      |  |

| Statut                      | Élu                        | Parti | Parti |
| --------------------------- | -------------------------- | ----- | ----- |
| Conseiller de Paris         | François Lebel             |       | DVD   |
| Conseiller de Paris         | Martine Mérigot de Treigny |       | UMP   |
| Conseiller de Paris         | Pierre Lellouche           |       | UMP   |
| Conseiller d'arrondissement | Didier Decelle             |       | UMP   |
| Conseiller d'arrondissement | Marie-Christine Piredda    |       | NC    |
| Conseiller d'arrondissement | Marc Pacheco               |       | NC    |
| Conseiller d'arrondissement | Sophie Boyer               |       | DVD   |
| Conseiller d'arrondissement | Alain Lévy                 |       | DVD   |
| Conseiller d'arrondissement | Chantal Tiberghien         |       | UMP   |
| Conseiller d'arrondissement | Arnaud Maggiar             |       | DVD   |
| Conseiller d'arrondissement | Érika Duverger             |       | DVD   |
| Conseiller d'arrondissement | Françoise Meyer            |       | UMP   |
| Conseiller d'arrondissement | Heidi Rançon-Cavenel       |       | PS    |

#### 9earrondissement
14 sièges sont à pourvoir dont 4 au Conseil de Paris. Le maire sortant est Jacques Bravo (PS), qui est réélu.
| Tête de liste   | Tête de liste     | Liste          | Premier tour | Premier tour | Second tour | Second tour | Élus | Élus |  |
| Tête de liste   | Tête de liste     | Liste          | Voix         | %            | Voix        | %           | CA   | CP   |  |
| --------------- | ----------------- | -------------- | ------------ | ------------ | ----------- | ----------- | ---- | ---- |  |
|                 | Jacques Bravo*    | PS-PCF-MRC-PRG | 10 163       | 49,23        | 12 416      | 63,03       | 8    | 3    |  |
|                 | Nicole Azzaro     | Les Verts      | 1 299        | 6,29         | 12 416      | 63,03       | 8    | 3    |  |
|                 | Delphine Bürkli   | UMP-NC-PR      | 6 353        | 30,78        | 7 283       | 36,97       | 2    | 1    |  |
|                 | Grégory Perrin    | MoDem          | 1 659        | 8,04         |             |             |      |      |  |
|                 | Annie Thierry     | FN             | 567          | 2,75         |             |             |      |      |  |
|                 | Fanny Gallot      | LCR            | 493          | 2,39         |             |             |      |      |  |
|                 | Charline Joliveau | LO             | 109          | 0,53         |             |             |      |      |  |
|                 |                   |                |              |              |             |             |      |      |  |
| Inscrits        | Inscrits          | Inscrits       | 35 312       | 100,00       | 35 309      | 100,00      |      |      |  |
| Abstentions     | Abstentions       | Abstentions    | 14 450       | 40,92        | 15 193      | 43,03       |      |      |  |
| Votants         | Votants           | Votants        | 20 862       | 59,08        | 20 116      | 56,97       |      |      |  |
| Blancs et nuls  | Blancs et nuls    | Blancs et nuls | 219          | 0,62         | 417         | 1,18        |      |      |  |
| Exprimés        | Exprimés          | Exprimés       | 20 643       | 58,46        | 19 699      | 55,79       |      |      |  |
| * Maire sortant |                   |                |              |              |             |             |      |      |  |

| Statut                      | Élu                        | Parti | Parti     |
| --------------------------- | -------------------------- | ----- | --------- |
| Conseiller de Paris         | Jacques Bravo              |       | PS        |
| Conseiller de Paris         | Pauline Véron              |       | PS        |
| Conseiller de Paris         | Philippe Torreton          |       | PS        |
| Conseiller de Paris         | Delphine Bürkli            |       | UMP       |
| Conseiller d'arrondissement | Claire Morel               |       | PS        |
| Conseiller d'arrondissement | Laurent Chabas             |       | PS        |
| Conseiller d'arrondissement | Catherine Dreyfus-Signoles |       | PCF       |
| Conseiller d'arrondissement | Xavier Laugaudin           |       | PRG       |
| Conseiller d'arrondissement | Nicole Azzaro              |       | Les Verts |
| Conseiller d'arrondissement | Frédéric Hervo             |       | PS        |
| Conseiller d'arrondissement | Amina Becheur              |       | PS        |
| Conseiller d'arrondissement | Thierry Cazaux             |       | DVG       |
| Conseiller d'arrondissement | Roger Auque                |       | UMP       |
| Conseiller d'arrondissement | Claire Gibault             |       | NC        |
| 1. 2. 3.                    |                            |       |           |

#### 10earrondissement
18 sièges sont à pourvoir dont 6 au Conseil de Paris. Le maire sortant est Tony Dreyfus (PS). Le maire élu est Rémi Féraud (PS).
| Tête de liste  | Tête de liste              | Liste          | Premier tour | Premier tour | Second tour | Second tour | Élus | Élus |  |
| Tête de liste  | Tête de liste              | Liste          | Voix         | %            | Voix        | %           | CA   | CP   |  |
| -------------- | -------------------------- | -------------- | ------------ | ------------ | ----------- | ----------- | ---- | ---- |  |
|                | Rémi Féraud                | PS-PCF-MRC-PRG | 13 766       | 48,54        | 19 667      | 74,96       | 11   | 5    |  |
|                | Véronique Dubarry          | Les Verts      | 2 564        | 9,04         | 19 667      | 74,96       | 11   | 5    |  |
|                | Lynda Asmani               | UMP-NC-PR      | 4 513        | 15,91        | 6 569       | 25,04       | 1    | 1    |  |
|                | Géraldine Martiano         | MoDem          | 2 348        | 8,28         |             |             |      |      |  |
|                | Bernard Quesson            | DVD            | 1 275        | 4,50         |             |             |      |      |  |
|                | Sylvain Pattieu            | LCR            | 1 228        | 4,33         |             |             |      |      |  |
|                | Gaspard Delanoë            | DVG            | 898          | 3,17         |             |             |      |      |  |
|                | Marie-Claire de la Sayette | FN             | 837          | 2,95         |             |             |      |      |  |
|                | Mathieu Cologan            | Alt            | 605          | 2,13         |             |             |      |      |  |
|                | Chantal Cauquil            | LO             | 173          | 0,61         |             |             |      |      |  |
|                | Denis Mont                 | SE             | 152          | 0,54         |             |             |      |      |  |
|                |                            |                |              |              |             |             |      |      |  |
| Inscrits       | Inscrits                   | Inscrits       | 49 677       | 100,00       | 49 672      | 100,00      |      |      |  |
| Abstentions    | Abstentions                | Abstentions    | 20 969       | 42,21        | 22 610      | 45,52       |      |      |  |
| Votants        | Votants                    | Votants        | 28 708       | 57,79        | 27 062      | 54,48       |      |      |  |
| Blancs et nuls | Blancs et nuls             | Blancs et nuls | 349          | 0,70         | 826         | 1,66        |      |      |  |
| Exprimés       | Exprimés                   | Exprimés       | 28 359       | 57,09        | 26 236      | 52,82       |      |      |  |

| Statut                      | Élu                   | Parti | Parti     |
| --------------------------- | --------------------- | ----- | --------- |
| Conseiller de Paris         | Rémi Féraud           |       | PS        |
| Conseiller de Paris         | Olga Trostiansky      |       | PS        |
| Conseiller de Paris         | Bernard Gaudillère    |       | PS        |
| Conseiller de Paris         | Véronique Dubarry     |       | Les Verts |
| Conseiller de Paris         | Alain Lhostis         |       | PCF       |
| Conseiller de Paris         | Lynda Asmani          |       | UMP       |
| Conseiller d'arrondissement | Alexandra Cordebard   |       | PS        |
| Conseiller d'arrondissement | Julien Bobot          |       | PS        |
| Conseiller d'arrondissement | Hélène Duverly        |       | PS        |
| Conseiller d'arrondissement | Éric Algrain          |       | PRG       |
| Conseiller d'arrondissement | Marie-Thérèse Eychart |       | PCF       |
| Conseiller d'arrondissement | Mehdi Guadi           |       | Les Verts |
| Conseiller d'arrondissement | Élise Fajgeles        |       | PS        |
| Conseiller d'arrondissement | Alain-Pierre Peyraud  |       | PS        |
| Conseiller d'arrondissement | Salomé Meiers-Naem    |       | PS        |
| Conseiller d'arrondissement | Paul Simondon         |       | PS        |
| Conseiller d'arrondissement | Sybille Fasso         |       | PS        |
| Conseiller d'arrondissement | Serge Federbusch      |       | LGM       |
| 1.                          |                       |       |           |

#### 11earrondissement
33 sièges sont à pourvoir dont 11 au Conseil de Paris. Le maire sortant est Georges Sarre (MRC). Le maire élu est Patrick Bloche (PS).
|                | Patrick Bloche       | PS-PCF-MRC-PRG | 25 894 | 55,06  | 18 | 10 |  |  |
|                | Claude-Annick Tissot | UMP-NC-PR      | 9 315  | 19,81  | 2  | 1  |  |  |
|                | Olivier Pagès        | MoDem          | 4 067  | 8,65   | 1  | 0  |  |  |
|                | Khédidja Bourcart    | Les Verts      | 3 726  | 7,92   | 1  | 0  |  |  |
|                | Cécile Silhouette    | LCR            | 2 270  | 4,83   |    |    |  |  |
|                | Marie d'Herbais      | FN             | 1 357  | 2,89   |    |    |  |  |
|                | Jean-Louis Gaillard  | LO             | 402    | 0,85   |    |    |  |  |
|                |                      |                |        |        |    |    |  |  |
| Inscrits       | Inscrits             | Inscrits       | 81 249 | 100,00 |    |    |  |  |
| Abstentions    | Abstentions          | Abstentions    | 33 658 | 41,43  |    |    |  |  |
| Votants        | Votants              | Votants        | 47 591 | 58,57  |    |    |  |  |
| Blancs et nuls | Blancs et nuls       | Blancs et nuls | 560    | 0,69   |    |    |  |  |
| Exprimés       | Exprimés             | Exprimés       | 47 031 | 57,88  |    |    |  |  |

| Statut                      | Élu                                 | Parti | Parti     |
| --------------------------- | ----------------------------------- | ----- | --------- |
| Conseiller de Paris         | Patrick Bloche                      |       | PS        |
| Conseiller de Paris         | Marie-Thérèse Errecart-Jacquier     |       | PS        |
| Conseiller de Paris         | Georges Sarre                       |       | MRC       |
| Conseiller de Paris         | Mireille Flam                       |       | PS        |
| Conseiller de Paris         | François Vauglin                    |       | PS        |
| Conseiller de Paris         | Hélène Bidard                       |       | PCF       |
| Conseiller de Paris         | Philippe Ducloux                    |       | PS        |
| Conseiller de Paris         | Liliane Capelle                     |       | MRC       |
| Conseiller de Paris         | Daniel Assouline                    |       | PS        |
| Conseiller de Paris         | Pascale Boistard                    |       | PS        |
| Conseiller de Paris         | Claude-Annick Tissot                |       | PR        |
| Conseiller d'arrondissement | Stéphane Martinet                   |       | PS        |
| Conseiller d'arrondissement | Frédérique Jossinet                 |       | PS        |
| Conseiller d'arrondissement | Jean-Christophe Lecardez-Mikhaïloff |       | PRG       |
| Conseiller d'arrondissement | Nawegarl Oumer                      |       | PS        |
| Conseiller d'arrondissement | Jacques Daguenet                    |       | PCF       |
| Conseiller d'arrondissement | Dominique Kielemoes                 |       | PS        |
| Conseiller d'arrondissement | Jean-Marie Barrault                 |       | MRC       |
| Conseiller d'arrondissement | Danièle Hoffman-Rispal              |       | PS        |
| Conseiller d'arrondissement | Omer Mas Capitolin                  |       | PS        |
| Conseiller d'arrondissement | Prunelle Bloch                      |       | PS        |
| Conseiller d'arrondissement | Denis Gettliffe                     |       | PS        |
| Conseiller d'arrondissement | Martine Debieuvre                   |       | PS        |
| Conseiller d'arrondissement | Luc Lebon                           |       | PS        |
| Conseiller d'arrondissement | Anne Brandy                         |       | MRC       |
| Conseiller d'arrondissement | Francis Duran-Franzini              |       | PS        |
| Conseiller d'arrondissement | Sophie Pradinas Hoffmann            |       | PS        |
| Conseiller d'arrondissement | Jean-Pierre Corsia                  |       | PS        |
| Conseiller d'arrondissement | Rosalie Lamin                       |       | MRC       |
| Conseiller d'arrondissement | Jack-Yves Bohbot                    |       | UMP       |
| Conseiller d'arrondissement | Béatrice Thimonier-Verrier          |       | UMP       |
| Conseiller d'arrondissement | Olivier Pagès                       |       | MoDem     |
| Conseiller d'arrondissement | Khédidja Bourcart                   |       | Les Verts |
| 1. 2.                       |                                     |       |           |

#### 12earrondissement
30 sièges sont à pourvoir dont 10 au Conseil de Paris. La maire sortante est Michèle Blumenthal (PS), qui est réélue.
| Tête de liste    | Tête de liste         | Liste          | Premier tour | Premier tour | Second tour | Second tour | Élus | Élus |  |
| Tête de liste    | Tête de liste         | Liste          | Voix         | %            | Voix        | %           | CA   | CP   |  |
| ---------------- | --------------------- | -------------- | ------------ | ------------ | ----------- | ----------- | ---- | ---- |  |
|                  | Michèle Blumenthal*   | PS-PCF-MRC-PRG | 24 486       | 46,07        | 32 526      | 64,77       | 17   | 8    |  |
|                  | Christophe Najdovski  | Les Verts      | 3 125        | 5,88         | 32 526      | 64,77       | 17   | 8    |  |
|                  | Jean-Marie Cavada     | UMP-NC-PR      | 12 922       | 24,31        | 17 692      | 35,23       | 3    | 2    |  |
|                  | Corinne Lepage        | MoDem          | 5 287        | 9,95         |             |             |      |      |  |
|                  | Jean-François Pernin  | DVD            | 3 452        | 6,50         |             |             |      |      |  |
|                  | Philippe Coulnecheff  | FN             | 1 550        | 2,92         |             |             |      |      |  |
|                  | Manuele Perez         | LCR            | 1 511        | 2,84         |             |             |      |      |  |
|                  | Marie-Paule Lemonnier | PT             | 510          | 0,96         |             |             |      |      |  |
|                  | Georges Millot        | LO             | 303          | 0,57         |             |             |      |      |  |
|                  |                       |                |              |              |             |             |      |      |  |
| Inscrits         | Inscrits              | Inscrits       | 86 764       | 100,00       | 86 760      | 100,00      |      |      |  |
| Abstentions      | Abstentions           | Abstentions    | 32 967       | 38,00        | 34 805      | 40,12       |      |      |  |
| Votants          | Votants               | Votants        | 53 797       | 62,00        | 51 955      | 59,88       |      |      |  |
| Blancs et nuls   | Blancs et nuls        | Blancs et nuls | 651          | 1,21         | 1 737       | 3,34        |      |      |  |
| Exprimés         | Exprimés              | Exprimés       | 53 146       | 98,79        | 50 218      | 96,66       |      |      |  |
| * Maire sortante |                       |                |              |              |             |             |      |      |  |

| Statut                      | Élu                     | Parti | Parti     |
| --------------------------- | ----------------------- | ----- | --------- |
| Conseiller de Paris         | Michèle Blumenthal      |       | PS        |
| Conseiller de Paris         | Christian Sautter       |       | PS        |
| Conseiller de Paris         | Sandrine Charnoz        |       | PS        |
| Conseiller de Paris         | Jean-Louis Missika      |       | DVG       |
| Conseiller de Paris         | Karen Taïeb             |       | MRC       |
| Conseiller de Paris         | Alexis Corbière         |       | PS        |
| Conseiller de Paris         | Catherine Vieu-Charier  |       | PCF       |
| Conseiller de Paris         | Christophe Najdovski    |       | Les Verts |
| Conseiller de Paris         | Jean-Marie Cavada       |       | DVD       |
| Conseiller de Paris         | Christine Lagarde       |       | UMP       |
| Conseiller d'arrondissement | Catherine Baratti-Elbaz |       | PS        |
| Conseiller d'arrondissement | Richard Bouigue         |       | PS        |
| Conseiller d'arrondissement | Nadine Rémy             |       | PS        |
| Conseiller d'arrondissement | François Pellegri       |       | PS        |
| Conseiller d'arrondissement | Fadila Taïeb            |       | PS        |
| Conseiller d'arrondissement | Nicolas Bonnet          |       | PCF       |
| Conseiller d'arrondissement | Bergljot Schamaun       |       | PS        |
| Conseiller d'arrondissement | Laurent Touzet          |       | PS        |
| Conseiller d'arrondissement | Nadine-Pénélope Komitès |       | Les Verts |
| Conseiller d'arrondissement | Raphaël Greck           |       | PS        |
| Conseiller d'arrondissement | Violette Attal-Lefi     |       | PS        |
| Conseiller d'arrondissement | Jean-Pierre Guis        |       | PS        |
| Conseiller d'arrondissement | Lunise Marquis          |       | PS        |
| Conseiller d'arrondissement | Fabrice Moulin          |       | PRG       |
| Conseiller d'arrondissement | Vanessa Thomas          |       | PS        |
| Conseiller d'arrondissement | Guy Tabacchi            |       | PS        |
| Conseiller d'arrondissement | Évelyne Honoré          |       | Les Verts |
| Conseiller d'arrondissement | Vincent Casa            |       | UMP       |
| Conseiller d'arrondissement | Valérie Montandon       |       | UMP       |
| Conseiller d'arrondissement | Gérard Rey              |       | DVD       |
| 1. 2. 3. 4.                 |                         |       |           |

#### 13earrondissement
39 sièges sont à pourvoir dont 13 au Conseil de Paris. Le maire sortant est Serge Blisko (PS). Le maire élu est Jérôme Coumet (PS).
| Tête de liste  | Tête de liste            | Liste              | Premier tour | Premier tour | Second tour | Second tour | Élus | Élus |  |
| Tête de liste  | Tête de liste            | Liste              | Voix         | %            | Voix        | %           | CA   | CP   |  |
| -------------- | ------------------------ | ------------------ | ------------ | ------------ | ----------- | ----------- | ---- | ---- |  |
|                | Jérôme Coumet            | PS-PCF-MRC-PRG     | 29 324       | 49,84        | 39 382      | 69,88       | 22   | 11   |  |
|                | Yves Contassot           | Les Verts          | 3 808        | 6,47         | 39 382      | 69,88       | 22   | 11   |  |
|                | Véronique Vasseur        | UMP-NC-PR          | 12 559       | 21,35        | 16 975      | 30,12       | 4    | 2    |  |
|                | Éric Azière              | MoDem              | 5 320        | 9,04         |             |             |      |      |  |
|                | Natacha Larchet          | LCR                | 2 240        | 3,81         |             |             |      |      |  |
|                | Monique Raison           | FN                 | 1 989        | 3,38         |             |             |      |      |  |
|                | Jean-François Pellissier | Gauche alternative | 1 403        | 2,38         |             |             |      |      |  |
|                | Félix Wu                 | SE                 | 1 229        | 2,09         |             |             |      |      |  |
|                | Daniel Schapira          | POI                | 629          | 1,07         |             |             |      |      |  |
|                | Jean-Paul Ajzenberg      | LO                 | 336          | 0,57         |             |             |      |      |  |
|                |                          |                    |              |              |             |             |      |      |  |
| Inscrits       | Inscrits                 | Inscrits           | 103 675      | 100,00       | 103 666     | 100,00      |      |      |  |
| Abstentions    | Abstentions              | Abstentions        | 43 906       | 42,35        | 45 484      | 43,88       |      |      |  |
| Votants        | Votants                  | Votants            | 59 769       | 57,65        | 58 182      | 56,12       |      |      |  |
| Blancs et nuls | Blancs et nuls           | Blancs et nuls     | 932          | 1,56         | 1 825       | 3,14        |      |      |  |
| Exprimés       | Exprimés                 | Exprimés           | 58 837       | 98,44        | 56 357      | 96,86       |      |      |  |

| Statut                      | Élu                        | Parti | Parti     |
| --------------------------- | -------------------------- | ----- | --------- |
| Conseiller de Paris         | Jérôme Coumet              |       | PS        |
| Conseiller de Paris         | Anne-Christine Lang        |       | PS        |
| Conseiller de Paris         | Jean-Marie Le Guen         |       | PS        |
| Conseiller de Paris         | Marie-Pierre de la Gontrie |       | PS        |
| Conseiller de Paris         | Bruno Julliard             |       | PS        |
| Conseiller de Paris         | Emmanuelle Becker          |       | PCF       |
| Conseiller de Paris         | Jean-Bernard Bros          |       | PRG       |
| Conseiller de Paris         | Annick Olivier             |       | PS        |
| Conseiller de Paris         | Yves Contassot             |       | Les Verts |
| Conseiller de Paris         | Marie-Annick Barthe        |       | PS        |
| Conseiller de Paris         | Philippe Moine             |       | PS        |
| Conseiller de Paris         | Véronique Vasseur          |       | UMP       |
| Conseiller de Paris         | Patrick Trémège            |       | UMP       |
| Conseiller d'arrondissement | Danièle Seignot            |       | PS        |
| Conseiller d'arrondissement | Francis Combrouze          |       | PCF       |
| Conseiller d'arrondissement | Fatima Yadani              |       | PS        |
| Conseiller d'arrondissement | Serge Blisko               |       | PS        |
| Conseiller d'arrondissement | Florence Lamblin           |       | Les Verts |
| Conseiller d'arrondissement | Buon Tan                   |       | DVG       |
| Conseiller d'arrondissement | Claire Davy                |       | PS        |
| Conseiller d'arrondissement | Éric Offredo               |       | PS        |
| Conseiller d'arrondissement | Michèle Lorthois           |       | PCF       |
| Conseiller d'arrondissement | Éric Taver                 |       | PS        |
| Conseiller d'arrondissement | Geneviève Dourthe          |       | PS        |
| Conseiller d'arrondissement | Laurent Miermont           |       | PS        |
| Conseiller d'arrondissement | Marigrine Auffray-Milésy   |       | PS        |
| Conseiller d'arrondissement | Étienne Traisnel           |       | PS        |
| Conseiller d'arrondissement | Micheline Laville          |       | PS        |
| Conseiller d'arrondissement | Jean-Luc Dumesnil          |       | Les Verts |
| Conseiller d'arrondissement | Camille Brinet             |       | PS        |
| Conseiller d'arrondissement | Jérôme Relinger            |       | PCF       |
| Conseiller d'arrondissement | Dorothée Collet            |       | PS        |
| Conseiller d'arrondissement | Thierry Catelan            |       | PS        |
| Conseiller d'arrondissement | Mylène Stambouli           |       | Les Verts |
| Conseiller d'arrondissement | Joseph Yakete              |       | PS        |
| Conseiller d'arrondissement | Édith Gallois              |       | NC        |
| Conseiller d'arrondissement | Jean-Baptiste Olivier      |       | UMP       |
| Conseiller d'arrondissement | Nathalie Gosselin          |       | UMP       |
| Conseiller d'arrondissement | Dominique Faugeras         |       | UMP       |
| 1. 2. 3.                    |                            |       |           |

#### 14earrondissement
30 sièges sont à pourvoir dont 10 au Conseil de Paris. Le maire sortant est Pierre Castagnou (PS), qui est réélu.
| Tête de liste  | Tête de liste            | Liste          | Premier tour | Premier tour | Second tour | Second tour | Élus | Élus |  |
| Tête de liste  | Tête de liste            | Liste          | Voix         | %            | Voix        | %           | CA   | CP   |  |
| -------------- | ------------------------ | -------------- | ------------ | ------------ | ----------- | ----------- | ---- | ---- |  |
|                | Pierre Castagnou         | PS-PCF-MRC-PRG | 21 699       | 45,03        | 27 235      | 57,37       | 16   | 8    |  |
|                | René Dutrey              | Les Verts      | 3 871        | 8,03         | 27 235      | 57,37       | 16   | 8    |  |
|                | Marie-Claire Carrère-Gée | UMP-NC-PR      | 10 031       | 20,81        | 13 334      | 28,09       | 3    | 1    |  |
|                | Marielle de Sarnez       | MoDem          | 6 711        | 13,93        | 6 903       | 14,54       | 1    | 1    |  |
|                | Élisabeth Baston         | FN             | 1 457        | 3,02         |             |             |      |      |  |
|                | Pierre Vallet            | NC             | 1 434        | 2,98         |             |             |      |      |  |
|                | Marc Lagoutte            | LCR            | 1 345        | 2,79         |             |             |      |      |  |
|                | Dominique Mahé           | DLR            | 776          | 1,61         |             |             |      |      |  |
|                | Patrice Maire            | SE             | 408          | 0,85         |             |             |      |      |  |
|                | Laurent Vinciguerra      | LO             | 270          | 0,56         |             |             |      |      |  |
|                | Jean-Pierre Daymard      | PT             | 191          | 0,40         |             |             |      |      |  |
|                |                          |                |              |              |             |             |      |      |  |
| Inscrits       | Inscrits                 | Inscrits       | 80 622       | 100,00       | 80 609      | 100,00      |      |      |  |
| Abstentions    | Abstentions              | Abstentions    | 31 871       | 39,53        | 32 277      | 40,04       |      |      |  |
| Votants        | Votants                  | Votants        | 48 751       | 60,47        | 48 332      | 59,96       |      |      |  |
| Blancs et nuls | Blancs et nuls           | Blancs et nuls | 558          | 1,14         | 860         | 1,78        |      |      |  |
| Exprimés       | Exprimés                 | Exprimés       | 48 193       | 98,86        | 47 472      | 98,22       |      |      |  |

| Statut                      | Élu                      | Parti | Parti     |
| --------------------------- | ------------------------ | ----- | --------- |
| Conseiller de Paris         | Pierre Castagnou         |       | PS        |
| Conseiller de Paris         | Olivia Polski            |       | PS        |
| Conseiller de Paris         | Pascal Cherki            |       | PS        |
| Conseiller de Paris         | Odette Christienne       |       | MRC       |
| Conseiller de Paris         | Hermano Sanches Ruivo    |       | PS        |
| Conseiller de Paris         | Danièle Pourtaud         |       | PS        |
| Conseiller de Paris         | René Dutrey              |       | Les Verts |
| Conseiller de Paris         | Aline Arrouze            |       | PCF       |
| Conseiller de Paris         | Marielle de Sarnez       |       | MoDem     |
| Conseiller de Paris         | Marie-Claire Carrère-Gée |       | UMP       |
| Conseiller d'arrondissement | Étienne Mercier          |       | PS        |
| Conseiller d'arrondissement | Juliette Méadel          |       | PS        |
| Conseiller d'arrondissement | Stéphane Lovisa          |       | PS        |
| Conseiller d'arrondissement | Valérie Maupas           |       | PS        |
| Conseiller d'arrondissement | Olivier Daronnat         |       | PS        |
| Conseiller d'arrondissement | Marie Atallah            |       | Les Verts |
| Conseiller d'arrondissement | Jean-Paul Millet         |       | PS        |
| Conseiller d'arrondissement | Carine Petit             |       | PS        |
| Conseiller d'arrondissement | Vincent Jarousseau       |       | PS        |
| Conseiller d'arrondissement | Marie-Louise Padovani    |       | PRG       |
| Conseiller d'arrondissement | Romain Paris             |       | Les Verts |
| Conseiller d'arrondissement | Marianne Auffret         |       | PS        |
| Conseiller d'arrondissement | Frédéric Vuillod         |       | PS        |
| Conseiller d'arrondissement | Élisabeth Guy-Dubois     |       | PS        |
| Conseiller d'arrondissement | Paul Roussier            |       | PCF       |
| Conseiller d'arrondissement | Célia Blauel             |       | Les Verts |
| Conseiller d'arrondissement | Jean-François Martins    |       | MoDem     |
| Conseiller d'arrondissement | Patrick Viry             |       | UMP       |
| Conseiller d'arrondissement | Danièle Girard           |       | UMP       |
| Conseiller d'arrondissement | Daniel Cayol             |       | UMP       |
| 1. 2.                       |                          |       |           |

#### 15earrondissement
51 sièges sont à pourvoir dont 17 au Conseil de Paris. Le maire sortant est René Galy-Dejean (UMP). Le maire élu est Philippe Goujon (UMP).
| Tête de liste  | Tête de liste         | Liste          | Premier tour | Premier tour | Second tour | Second tour | Élus | Élus |  |
| Tête de liste  | Tête de liste         | Liste          | Voix         | %            | Voix        | %           | CA   | CP   |  |
| -------------- | --------------------- | -------------- | ------------ | ------------ | ----------- | ----------- | ---- | ---- |  |
|                | Anne Hidalgo          | PS-PCF-MRC-PRG | 28 313       | 35,87        | 38 479      | 47,35       | 8    | 4    |  |
|                | Philippe Goujon       | UMP-NC-PR      | 26 794       | 33,94        | 42 794      | 52,65       | 26   | 13   |  |
|                | Gérard d'Aboville     | UMP diss.      | 7 980        | 10,11        | 42 794      | 52,65       | 26   | 13   |  |
|                | Élisabeth de Fresquet | MoDem          | 5 885        | 7,45         |             |             |      |      |  |
|                | Barbara Pompili       | Les Verts      | 3 157        | 4,00         |             |             |      |      |  |
|                | Dominique Baud        | UMP diss.      | 2 685        | 3,40         |             |             |      |      |  |
|                | Philippe Herlin       | FN             | 2 364        | 2,99         |             |             |      |      |  |
|                | Florent Grimaldi      | LCR            | 1 764        | 2,23         |             |             |      |      |  |
|                |                       |                |              |              |             |             |      |      |  |
| Inscrits       | Inscrits              | Inscrits       | 136 099      | 100,00       | 136 103     | 100,00      |      |      |  |
| Abstentions    | Abstentions           | Abstentions    | 56 270       | 41,34        | 53 155      | 39,05       |      |      |  |
| Votants        | Votants               | Votants        | 79 829       | 58,66        | 82 948      | 60,95       |      |      |  |
| Blancs et nuls | Blancs et nuls        | Blancs et nuls | 887          | 1,11         | 1 675       | 2,02        |      |      |  |
| Exprimés       | Exprimés              | Exprimés       | 78 942       | 98,89        | 81 273      | 97,98       |      |      |  |

| Statut                      | Élu                                 | Parti | Parti   |
| --------------------------- | ----------------------------------- | ----- | ------- |
| Conseiller de Paris         | Philippe Goujon                     |       | UMP     |
| Conseiller de Paris         | Hélène Macé de Lépinay              |       | UMP     |
| Conseiller de Paris         | Jean-François Lamour                |       | UMP     |
| Conseiller de Paris         | Joëlle Chérioux                     |       | UMP     |
| Conseiller de Paris         | Gérard d'Aboville                   |       | UMP     |
| Conseiller de Paris         | Catherine Bruno                     |       | NC      |
| Conseiller de Paris         | Alain Destrem                       |       | UMP-REF |
| Conseiller de Paris         | Claire de Clermont-Tonnerre         |       | UMP-REF |
| Conseiller de Paris         | Pierre Charon                       |       | UMP     |
| Conseiller de Paris         | Géraldine Poirault-Gauvin           |       | UMP     |
| Conseiller de Paris         | Daniel-Georges Courtois             |       | UMP     |
| Conseiller de Paris         | Anne Tachene                        |       | NC      |
| Conseiller de Paris         | Jean-Baptiste Menguy                |       | UMP     |
| Conseiller de Paris         | Anne Hidalgo                        |       | PS      |
| Conseiller de Paris         | Claude Dargent                      |       | PS      |
| Conseiller de Paris         | Fatima Lalem                        |       | PS      |
| Conseiller de Paris         | Gilles Alayrac                      |       | PRG     |
| Conseiller d'arrondissement | Ghislène Fonlladosa                 |       | UMP     |
| Conseiller d'arrondissement | Jean Raymond Delmas                 |       | UMP     |
| Conseiller d'arrondissement | Sylvie Ceyrac                       |       | DVD     |
| Conseiller d'arrondissement | Grégory Canal                       |       | UMP     |
| Conseiller d'arrondissement | Pascale Bladier-Chassaigne          |       | UMP     |
| Conseiller d'arrondissement | Grégoire Lucas                      |       | UMP-REF |
| Conseiller d'arrondissement | Agnès de Fressenel                  |       | UMP     |
| Conseiller d'arrondissement | Jean-Manuel Hue                     |       | UMP-REF |
| Conseiller d'arrondissement | Pascale de Zordi                    |       | NC      |
| Conseiller d'arrondissement | Franck Lefèvre                      |       | UMP     |
| Conseiller d'arrondissement | Corinne Lucas                       |       | DVD     |
| Conseiller d'arrondissement | Gérard Gayet                        |       | UMP     |
| Conseiller d'arrondissement | Catherine Margueritte               |       | DVD     |
| Conseiller d'arrondissement | Gérard Sarracani                    |       | LGM     |
| Conseiller d'arrondissement | Valérie Giovannucci                 |       | UMP     |
| Conseiller d'arrondissement | Jérôme Loriau                       |       | UMP     |
| Conseiller d'arrondissement | Françoise Malassis                  |       | UMP     |
| Conseiller d'arrondissement | Jean-Marc Boulenger de Hauteclocque |       | UMP     |
| Conseiller d'arrondissement | Anne-Charlotte Buffeteau            |       | UMP     |
| Conseiller d'arrondissement | Claude Barrier                      |       | UMP-REF |
| Conseiller d'arrondissement | Louisa Ferhat                       |       | PR      |
| Conseiller d'arrondissement | Guy Coudert                         |       | DVD     |
| Conseiller d'arrondissement | Marie Toubiana                      |       | UMP-REF |
| Conseiller d'arrondissement | Hubert Martinez                     |       | DVD     |
| Conseiller d'arrondissement | Jacqueline Malherbe                 |       | DVD     |
| Conseiller d'arrondissement | Fabrice Rousseau                    |       | UMP-REF |
| Conseiller d'arrondissement | Isabelle Roy                        |       | PS      |
| Conseiller d'arrondissement | Vincent Flouquet                    |       | PS      |
| Conseiller d'arrondissement | Catherine Bessis                    |       | PS      |
| Conseiller d'arrondissement | Mathieu Blin                        |       | PS      |
| Conseiller d'arrondissement | Véronique Sandoval                  |       | PCF     |
| Conseiller d'arrondissement | José Baghdad                        |       | PS      |
| Conseiller d'arrondissement | Marie-Hélène Pietranico             |       | PRG     |
| Conseiller d'arrondissement | Philippe Mouricou                   |       | PS      |
| 1. 2. 3. 4.                 |                                     |       |         |

#### 16earrondissement
39 sièges sont à pourvoir dont 13 au Conseil de Paris.
Le maire sortant est Pierre-Christian Taittinger (UMP).
Le maire élu est Claude Goasguen (UMP).
Cet arrondissement est le seul à avoir été remporté par la droite au premier tour.
|                | Claude Goasguen  | UMP-NC-PR      | 23 768 | 51,71  | 21 | 11 |  |  |  |
|                | Jean-Yves Mano   | PS-PCF-MRC-PRG | 7 851  | 17,08  | 2  | 1  |  |  |  |
|                | David Alphand    | DVD            | 6 075  | 13,22  | 2  | 1  |  |  |  |
|                | Jean Peyrelevade | MoDem          | 3 972  | 8,64   | 1  | 0  |  |  |  |
|                | Martine Lehideux | FN             | 1 678  | 3,65   |    |    |  |  |  |
|                | Claude Fain      | DVD            | 1 510  | 3,28   |    |    |  |  |  |
|                | Pascale Ourbih   | Les Verts      | 1 114  | 2,42   |    |    |  |  |  |
|                |                  |                |        |        |    |    |  |  |  |
| Inscrits       | Inscrits         | Inscrits       | 93 806 | 100,00 |    |    |  |  |  |
| Abstentions    | Abstentions      | Abstentions    | 47 315 | 50,44  |    |    |  |  |  |
| Votants        | Votants          | Votants        | 46 491 | 49,56  |    |    |  |  |  |
| Blancs et nuls | Blancs et nuls   | Blancs et nuls | 523    | 1,12   |    |    |  |  |  |
| Exprimés       | Exprimés         | Exprimés       | 45 968 | 98,88  |    |    |  |  |  |

| Statut                      | Élu                            | Parti | Parti   |
| --------------------------- | ------------------------------ | ----- | ------- |
| Conseiller de Paris         | Claude Goasguen                |       | UMP     |
| Conseiller de Paris         | Danièle Giazzi                 |       | UMP     |
| Conseiller de Paris         | Bernard Debré                  |       | UMP     |
| Conseiller de Paris         | Céline Boulay-Esperonnier      |       | UMP     |
| Conseiller de Paris         | Pierre-Christian Taittinger    |       | UMP     |
| Conseiller de Paris         | Marie-Laure Harel              |       | UMP     |
| Conseiller de Paris         | Pierre Gaboriau                |       | UMP     |
| Conseiller de Paris         | Valérie Hoffenberg             |       | UMP     |
| Conseiller de Paris         | Pierre Auriacombe              |       | UMP     |
| Conseiller de Paris         | Valérie Sachs                  |       | UDF     |
| Conseiller de Paris         | Éric Hélard                    |       | UMP     |
| Conseiller de Paris         | David Alphand                  |       | DVD     |
| Conseiller de Paris         | Jean-Yves Mano                 |       | PS      |
| Conseiller d'arrondissement | Laurence Dreyfuss              |       | UMP     |
| Conseiller d'arrondissement | Grégoire Chertok               |       | PR      |
| Conseiller d'arrondissement | Sylvette Dionisi               |       | UMP     |
| Conseiller d'arrondissement | Stéphane Capliez               |       | UMP     |
| Conseiller d'arrondissement | Marie-Thérèse Junot            |       | UMP     |
| Conseiller d'arrondissement | Yves-Marie Hervouet des Forges |       | UMP     |
| Conseiller d'arrondissement | Véronique Baldini              |       | UMP     |
| Conseiller d'arrondissement | Emmanuel Messas                |       | UMP     |
| Conseiller d'arrondissement | Hélène Zwang                   |       | UMP     |
| Conseiller d'arrondissement | Jacques Legendre               |       | UMP     |
| Conseiller d'arrondissement | Nicole Monier                  |       | UMP     |
| Conseiller d'arrondissement | Aurélien de Saint Blancard     |       | UMP     |
| Conseiller d'arrondissement | Dominique Rousseau             |       | UMP     |
| Conseiller d'arrondissement | Gérard Gachet                  |       | UMP     |
| Conseiller d'arrondissement | Julie Boillot                  |       | UMP     |
| Conseiller d'arrondissement | Jérémy Redler                  |       | UMP-REF |
| Conseiller d'arrondissement | Ihjeb Khoury                   |       | UMP     |
| Conseiller d'arrondissement | Marc Lumbroso                  |       | UMP     |
| Conseiller d'arrondissement | Marie-Caroline Brasseur        |       | NC      |
| Conseiller d'arrondissement | Jean-Pascal Hesse              |       | UMP     |
| Conseiller d'arrondissement | Caroline Kovarsky              |       | UMP     |
| Conseiller d'arrondissement | Dominique Baiguini             |       | DVD     |
| Conseiller d'arrondissement | Étienne de Gibon               |       | DVD     |
| Conseiller d'arrondissement | Ghislaine Salmat               |       | PS      |
| Conseiller d'arrondissement | Thomas Lauret                  |       | PS      |
| Conseiller d'arrondissement | Jean Peyrelevade               |       | MoDem   |
| 1. 2. 3.                    |                                |       |         |

#### 17earrondissement
39 sièges sont à pourvoir dont 13 au Conseil de Paris.
La maire sortante est Françoise de Panafieu (UMP).
La maire élue est Brigitte Kuster (UMP).
| Tête de liste  | Tête de liste             | Liste          | Premier tour | Premier tour | Second tour | Second tour | Élus | Élus |  |
| Tête de liste  | Tête de liste             | Liste          | Voix         | %            | Voix        | %           | CA   | CP   |  |
| -------------- | ------------------------- | -------------- | ------------ | ------------ | ----------- | ----------- | ---- | ---- |  |
|                | Françoise de Panafieu     | UMP-NC-PR      | 22 002       | 44,03        | 25 698      | 52,75       | 20   | 10   |  |
|                | Annick Lepetit            | PS-PCF-MRC-PRG | 18 089       | 36,20        | 23 022      | 47,25       | 6    | 3    |  |
|                | Pierre-Emmanuel Portheret | MoDem          | 4 935        | 9,88         |             |             |      |      |  |
|                | Xavier Knowles            | Les Verts      | 2 279        | 4,56         |             |             |      |      |  |
|                | Martial Bild              | FN             | 2 092        | 4,19         |             |             |      |      |  |
|                | Annick Marty              | LO             | 568          | 1,14         |             |             |      |      |  |
|                |                           |                |              |              |             |             |      |      |  |
| Inscrits       | Inscrits                  | Inscrits       | 91 067       | 100,00       | 91 067      | 100,00      |      |      |  |
| Abstentions    | Abstentions               | Abstentions    | 40 238       | 44,19        | 40 831      | 44,84       |      |      |  |
| Votants        | Votants                   | Votants        | 50 829       | 55,81        | 50 236      | 55,16       |      |      |  |
| Blancs et nuls | Blancs et nuls            | Blancs et nuls | 864          | 1,70         | 1 516       | 3,02        |      |      |  |
| Exprimés       | Exprimés                  | Exprimés       | 49 965       | 98,30        | 48 720      | 96,98       |      |      |  |

| Statut                      | Élu                   | Parti | Parti |
| --------------------------- | --------------------- | ----- | ----- |
| Conseiller de Paris         | Françoise de Panafieu |       | UMP   |
| Conseiller de Paris         | Hervé Benessiano      |       | UMP   |
| Conseiller de Paris         | Catherine Dumas       |       | UMP   |
| Conseiller de Paris         | Jean-Didier Berthault |       | UMP   |
| Conseiller de Paris         | Brigitte Kuster       |       | UMP   |
| Conseiller de Paris         | Richard Stein         |       | UMP   |
| Conseiller de Paris         | Laurence Douvin       |       | UMP   |
| Conseiller de Paris         | Jérôme Dubus          |       | UMP   |
| Conseiller de Paris         | Fabienne Gasnier      |       | NC    |
| Conseiller de Paris         | Thierry Coudert       |       | UMP   |
| Conseiller de Paris         | Annick Lepetit        |       | PS    |
| Conseiller de Paris         | Patrick Klugman       |       | PS    |
| Conseiller de Paris         | Isabelle Gachet       |       | PS    |
| Conseiller d'arrondissement | Valérie Nahmias       |       | PR    |
| Conseiller d'arrondissement | Jean-François Divry   |       | UMP   |
| Conseiller d'arrondissement | Jeannine d'Orlando    |       | UMP   |
| Conseiller d'arrondissement | Francis Courcelle     |       | UMP   |
| Conseiller d'arrondissement | Hélène Jacquemont     |       | UMP   |
| Conseiller d'arrondissement | Jean-François Remond  |       | UMP   |
| Conseiller d'arrondissement | Murielle Schor        |       | UMP   |
| Conseiller d'arrondissement | Geoffroy Boulard      |       | UMP   |
| Conseiller d'arrondissement | Anne Peyricot         |       | UMP   |
| Conseiller d'arrondissement | Christophe Ledran     |       | UMP   |
| Conseiller d'arrondissement | Aline Bessis          |       | UMP   |
| Conseiller d'arrondissement | Atanase Perifan       |       | UMP   |
| Conseiller d'arrondissement | Agnès Toury           |       | UMP   |
| Conseiller d'arrondissement | Bertrand Lavaud       |       | NC    |
| Conseiller d'arrondissement | Khedidja Bencherif    |       | UMP   |
| Conseiller d'arrondissement | Benoît Robein         |       | UMP   |
| Conseiller d'arrondissement | Valérie Paparemborde  |       | UMP   |
| Conseiller d'arrondissement | Patrick Metzen        |       | UMP   |
| Conseiller d'arrondissement | Laure Candlot         |       | UMP   |
| Conseiller d'arrondissement | Jean-Louis Vincent    |       | UMP   |
| Conseiller d'arrondissement | Julien Boucher        |       | PS    |
| Conseiller d'arrondissement | Muriel Guenoux        |       | PRG   |
| Conseiller d'arrondissement | Lamine N'Daw          |       | PS    |
| Conseiller d'arrondissement | Fabienne Dupuij       |       | PS    |
| Conseiller d'arrondissement | Rémy Cadoret          |       | PS    |
| Conseiller d'arrondissement | Nadia Salem           |       | PS    |
| 1. 2.                       |                       |       |       |

#### 18earrondissement
42 sièges sont à pourvoir dont 14 au Conseil de Paris. Le maire sortant est Daniel Vaillant (PS), qui est réélu.
| Tête de liste  | Tête de liste      | Liste          | Premier tour | Premier tour | Second tour | Second tour | Élus | Élus |  |
| Tête de liste  | Tête de liste      | Liste          | Voix         | %            | Voix        | %           | CA   | CP   |  |
| -------------- | ------------------ | -------------- | ------------ | ------------ | ----------- | ----------- | ---- | ---- |  |
|                | Daniel Vaillant    | PS-PCF-MRC-PRG | 25 791       | 49,56        | 35 861      | 72,50       | 24   | 12   |  |
|                | Sylvain Garel      | Les Verts      | 5 392        | 10,36        | 35 861      | 72,50       | 24   | 12   |  |
|                | Roxane Decorte     | UMP-NC-PR      | 9 483        | 18,22        | 13 604      | 27,50       | 4    | 2    |  |
|                | Syrine Catahier    | MoDem          | 3 482        | 6,69         |             |             |      |      |  |
|                | Anne Leclerc       | LCR            | 2 722        | 5,23         |             |             |      |      |  |
|                | Cyril Bozonnet     | FN             | 1 823        | 3,50         |             |             |      |      |  |
|                | Michel Langlois    | DVD            | 1 685        | 3,24         |             |             |      |      |  |
|                | David Pierre-Bloch | NC             | 535          | 1,03         |             |             |      |      |  |
|                | Nadine Pinochet    | LO             | 384          | 0,74         |             |             |      |      |  |
|                | Sauveur Boukris    | GE-CNIP        | 313          | 0,60         |             |             |      |      |  |
|                | Lucien Chebib      | DVD            | 238          | 0,46         |             |             |      |      |  |
|                | Alain Cure         | PT             | 196          | 0,38         |             |             |      |      |  |
|                |                    |                |              |              |             |             |      |      |  |
| Inscrits       | Inscrits           | Inscrits       | 96 471       | 100,00       | 96 518      | 100,00      |      |      |  |
| Abstentions    | Abstentions        | Abstentions    | 43 627       | 45,22        | 45 459      | 47,10       |      |      |  |
| Votants        | Votants            | Votants        | 52 844       | 54,78        | 51 059      | 52,90       |      |      |  |
| Blancs et nuls | Blancs et nuls     | Blancs et nuls | 800          | 1,51         | 1 594       | 3,12        |      |      |  |
| Exprimés       | Exprimés           | Exprimés       | 52 044       | 98,49        | 49 465      | 96,88       |      |      |  |

| Statut                      | Élu                   | Parti | Parti     |
| --------------------------- | --------------------- | ----- | --------- |
| Conseiller de Paris         | Daniel Vaillant       |       | PS        |
| Conseiller de Paris         | Myriam El Khomri      |       | PS        |
| Conseiller de Paris         | Bertrand Delanoë      |       | PS        |
| Conseiller de Paris         | Anne Le Strat         |       | app. PS   |
| Conseiller de Paris         | Sylvain Garel         |       | Les Verts |
| Conseiller de Paris         | Claudine Bouygues     |       | PS        |
| Conseiller de Paris         | Didier Guillot        |       | PS        |
| Conseiller de Paris         | Laurence Goldgrab     |       | PRG       |
| Conseiller de Paris         | Jean-Pierre Caffet    |       | PS        |
| Conseiller de Paris         | Danielle Fournier     |       | Les Verts |
| Conseiller de Paris         | Ian Brossat           |       | PCF       |
| Conseiller de Paris         | Frédérique Pigeon     |       | PS        |
| Conseiller de Paris         | Roxane Decorte        |       | UMP       |
| Conseiller de Paris         | Pierre-Yves Bournazel |       | UMP       |
| Conseiller d'arrondissement | Éric Lejoindre        |       | PS        |
| Conseiller d'arrondissement | Afaf Gabelotaud       |       | PS        |
| Conseiller d'arrondissement | Michel Neyreneuf      |       | PS        |
| Conseiller d'arrondissement | Corinne Raquil        |       | PS        |
| Conseiller d'arrondissement | Olivier Raynal        |       | Les Verts |
| Conseiller d'arrondissement | Catherine Joly        |       | PS        |
| Conseiller d'arrondissement | Michel Lacasse        |       | PS        |
| Conseiller d'arrondissement | Carine Rolland        |       | PS        |
| Conseiller d'arrondissement | Serge Fraysse         |       | PS        |
| Conseiller d'arrondissement | Magali Chastagner     |       | PCF       |
| Conseiller d'arrondissement | Félix Beppo           |       | PS        |
| Conseiller d'arrondissement | Sandrine Mées         |       | Les Verts |
| Conseiller d'arrondissement | Dominique Lamy        |       | PS        |
| Conseiller d'arrondissement | Violaine Trajan       |       | PS        |
| Conseiller d'arrondissement | Pascal Julien         |       | Les Verts |
| Conseiller d'arrondissement | Dominique Demangel    |       | PS        |
| Conseiller d'arrondissement | Sabry Hani            |       | PS        |
| Conseiller d'arrondissement | Corinne Mimram        |       | PS        |
| Conseiller d'arrondissement | Gérald Briant         |       | PCF       |
| Conseiller d'arrondissement | Catherine Lassure     |       | MRC       |
| Conseiller d'arrondissement | Philippe Darriulat    |       | PS        |
| Conseiller d'arrondissement | Hélène Delille        |       | PS        |
| Conseiller d'arrondissement | Bruno Sarre           |       | PS        |
| Conseiller d'arrondissement | Maya Akkari           |       | PS        |
| Conseiller d'arrondissement | Nicole Guedj          |       | UMP       |
| Conseiller d'arrondissement | Mohamed Ghannem       |       | UMP       |
| Conseiller d'arrondissement | Angélique Michel      |       | UMP       |
| Conseiller d'arrondissement | Christian Honoré      |       | PR        |
| 1.                          |                       |       |           |

#### 19earrondissement
36 sièges sont à pourvoir dont 12 au Conseil de Paris. Le maire sortant est Roger Madec (PS), qui est réélu.
|                | Roger Madec             | PS-PCF-MRC-PRG | 24 744 | 52,14  | 19 | 10 |  |  |  |
|                | Jean-Jacques Giannesini | UMP-NC-PR      | 10 130 | 21,34  | 3  | 2  |  |  |  |
|                | Bernard Jomier          | Les Verts      | 3 963  | 8,35   | 1  | 0  |  |  |  |
|                | Violette Baranda        | MoDem          | 3 238  | 6,82   | 1  | 0  |  |  |  |
|                | Liliane Guardiola       | LCR            | 1 867  | 3,93   |    |    |  |  |  |
|                | Roland Curtet           | FN             | 1 725  | 3,63   |    |    |  |  |  |
|                | Ludovic Moulonguet      | DVG            | 688    | 1,45   |    |    |  |  |  |
|                | Marina Podgorny         | LO             | 534    | 1,13   |    |    |  |  |  |
|                | Luc Béranger            | POI            | 309    | 0,65   |    |    |  |  |  |
|                | Philippe Herzog         | DVD            | 262    | 0,55   |    |    |  |  |  |
|                |                         |                |        |        |    |    |  |  |  |
| Inscrits       | Inscrits                | Inscrits       | 91 454 | 100,00 |    |    |  |  |  |
| Abstentions    | Abstentions             | Abstentions    | 43 216 | 47,25  |    |    |  |  |  |
| Votants        | Votants                 | Votants        | 48 238 | 52,75  |    |    |  |  |  |
| Blancs et nuls | Blancs et nuls          | Blancs et nuls | 778    | 1,61   |    |    |  |  |  |
| Exprimés       | Exprimés                | Exprimés       | 47 460 | 98,39  |    |    |  |  |  |

| Statut                      | Élu                     | Parti | Parti     |
| --------------------------- | ----------------------- | ----- | --------- |
| Conseiller de Paris         | Roger Madec             |       | PS        |
| Conseiller de Paris         | Halima Jemni            |       | PS        |
| Conseiller de Paris         | François Dagnaud        |       | PS        |
| Conseiller de Paris         | Gisèle Stievenard       |       | PS        |
| Conseiller de Paris         | Jean Vuillermoz         |       | PCF       |
| Conseiller de Paris         | Colombe Brossel         |       | PS        |
| Conseiller de Paris         | Mao Peninou             |       | PS        |
| Conseiller de Paris         | Firmine Richard         |       | DVG       |
| Conseiller de Paris         | Daniel Marcovitch       |       | PS        |
| Conseiller de Paris         | Léa Filoche             |       | PS        |
| Conseiller de Paris         | Jean-Jacques Giannesini |       | UMP       |
| Conseiller de Paris         | Anne-Constance Onghena  |       | UMP       |
| Conseiller d'arrondissement | Max Journo              |       | DVG       |
| Conseiller d'arrondissement | Élisa Francfort         |       | PCF       |
| Conseiller d'arrondissement | Nicolas Nordman         |       | PS        |
| Conseiller d'arrondissement | Messaouda Charuel       |       | PS        |
| Conseiller d'arrondissement | Christophe Ahoudian     |       | PS        |
| Conseiller d'arrondissement | Karine Gautreau         |       | PS        |
| Conseiller d'arrondissement | Yacine Chaouat          |       | PS        |
| Conseiller d'arrondissement | Julie Navarro           |       | PS        |
| Conseiller d'arrondissement | Sergio Tinti            |       | PCF       |
| Conseiller d'arrondissement | Lélia Giovangigli       |       | PS        |
| Conseiller d'arrondissement | Xavier Golczyk          |       | PS        |
| Conseiller d'arrondissement | Séverine Guy            |       | MRC       |
| Conseiller d'arrondissement | Jérôme Amory            |       | PS        |
| Conseiller d'arrondissement | Catherine Guillaume     |       | PS        |
| Conseiller d'arrondissement | Adama Daouda-Kouadio    |       | PS        |
| Conseiller d'arrondissement | Chloé Barbier           |       | PCF       |
| Conseiller d'arrondissement | Étienne Dabeedin        |       | PRG       |
| Conseiller d'arrondissement | Geneviève Lang          |       | PS        |
| Conseiller d'arrondissement | Christophe Najem        |       | PS        |
| Conseiller d'arrondissement | Alain Dorison           |       | PR        |
| Conseiller d'arrondissement | Michelle Asfez          |       | UMP       |
| Conseiller d'arrondissement | Pierre-André Koch       |       | UMP       |
| Conseiller d'arrondissement | Bernard Jomier          |       | Les Verts |
| Conseiller d'arrondissement | Violette Baranda        |       | MoDem     |
| 1. 2.                       |                         |       |           |

#### 20earrondissement
39 sièges sont à pourvoir dont 13 au Conseil de Paris. Le maire sortant est Michel Charzat (PS). La maire élue est Frédérique Calandra (PS).
| Tête de liste  | Tête de liste                   | Liste          | Premier tour | Premier tour | Second tour | Second tour | Élus | Élus |  |
| Tête de liste  | Tête de liste                   | Liste          | Voix         | %            | Voix        | %           | CA   | CP   |  |
| -------------- | ------------------------------- | -------------- | ------------ | ------------ | ----------- | ----------- | ---- | ---- |  |
|                | Frédérique Calandra             | PS-PCF-MRC-PRG | 21 568       | 38,32        | 31 984      | 69,50       | 22   | 11   |  |
|                | Denis Baupin                    | Les Verts      | 5 329        | 9,47         | 31 984      | 69,50       | 22   | 11   |  |
|                | Michel Charzat                  | PS diss.       | 9 022        | 16,03        | 14 034      | 30,50       | 4    | 2    |  |
|                | Raoul Delamare                  | UMP diss.      | 5 231        | 9,29         |             |             |      |      |  |
|                | Didier Bariani                  | MoDem          | 4 114        | 7,31         |             |             |      |      |  |
|                | Jean-Claude Beaujour            | UMP-NC-PR      | 4 076        | 7,24         |             |             |      |      |  |
|                | Pénélope Duggan                 | LCR            | 2 767        | 4,92         |             |             |      |      |  |
|                | Tanguy Deshayes                 | FN             | 2 033        | 3,61         |             |             |      |      |  |
|                | Antonietta Marruchelli-Fernanda | GA             | 1 229        | 2,18         |             |             |      |      |  |
|                | Laurence Boulinier              | LO             | 486          | 0,86         |             |             |      |      |  |
|                | Benny Malapa                    | PT             | 294          | 0,52         |             |             |      |      |  |
|                | Jean-Marie Badros               | SE             | 136          | 0,24         |             |             |      |      |  |
|                |                                 |                |              |              |             |             |      |      |  |
| Inscrits       | Inscrits                        | Inscrits       | 105 984      | 100,00       | 105 961     | 100,00      |      |      |  |
| Abstentions    | Abstentions                     | Abstentions    | 48 771       | 46,02        | 55 650      | 52,52       |      |      |  |
| Votants        | Votants                         | Votants        | 57 213       | 53,98        | 50 311      | 47,48       |      |      |  |
| Blancs et nuls | Blancs et nuls                  | Blancs et nuls | 928          | 1,62         | 4 293       | 8,53        |      |      |  |
| Exprimés       | Exprimés                        | Exprimés       | 56 285       | 98,38        | 46 018      | 91,47       |      |      |  |

| Statut                      | Élu                   | Parti | Parti     |
| --------------------------- | --------------------- | ----- | --------- |
| Conseiller de Paris         | Frédérique Calandra   |       | PS        |
| Conseiller de Paris         | David Assouline       |       | PS        |
| Conseiller de Paris         | Danielle Simonnet     |       | PS        |
| Conseiller de Paris         | Pierre Mansat         |       | PCF       |
| Conseiller de Paris         | Virginie Daspet       |       | PS        |
| Conseiller de Paris         | Denis Baupin          |       | Les Verts |
| Conseiller de Paris         | Yamina Benguigui      |       | PS        |
| Conseiller de Paris         | Hamou Bouakkaz        |       | PS        |
| Conseiller de Paris         | Fabienne Giboudeaux   |       | Les Verts |
| Conseiller de Paris         | Julien Bargeton       |       | PS        |
| Conseiller de Paris         | Marinette Bache       |       | MRC       |
| Conseiller de Paris         | Michel Charzat        |       | DVG       |
| Conseiller de Paris         | Katia Lopez           |       | DVG       |
| Conseiller d'arrondissement | Marc Wluczka          |       | PS        |
| Conseiller d'arrondissement | George Pau-Langevin   |       | PS        |
| Conseiller d'arrondissement | Serge Wajeman         |       | PS        |
| Conseiller d'arrondissement | Sandra Chelelekian    |       | PS        |
| Conseiller d'arrondissement | Laurent Boudereaux    |       | Les Verts |
| Conseiller d'arrondissement | Dominique Pages       |       | PS        |
| Conseiller d'arrondissement | Jacques Baudrier      |       | PCF       |
| Conseiller d'arrondissement | Florence de Massol    |       | Les Verts |
| Conseiller d'arrondissement | Pascal Joseph         |       | PS        |
| Conseiller d'arrondissement | Ariane Calvo          |       | PS        |
| Conseiller d'arrondissement | Mohamad Gassama       |       | PS        |
| Conseiller d'arrondissement | Nathalie Maquoi       |       | PS        |
| Conseiller d'arrondissement | Olivier Marco         |       | PS        |
| Conseiller d'arrondissement | Francine Vincent-Dard |       | PS        |
| Conseiller d'arrondissement | Jean-Jacob Bicep      |       | Les Verts |
| Conseiller d'arrondissement | Karine Duchauchoi     |       | PCF       |
| Conseiller d'arrondissement | Christophe Robillard  |       | PS        |
| Conseiller d'arrondissement | Anne-Charlotte Keller |       | PS        |
| Conseiller d'arrondissement | Thierry Blandin       |       | PRG       |
| Conseiller d'arrondissement | Françoise Galland     |       | Les Verts |
| Conseiller d'arrondissement | François Navarro      |       | PS        |
| Conseiller d'arrondissement | Brigitte Pellois      |       | PS        |
| Conseiller d'arrondissement | Nacer Kettane         |       | DVG       |
| Conseiller d'arrondissement | Isabelle Cluet        |       | DVG       |
| Conseiller d'arrondissement | Daniel Duchemin       |       | DVG       |
| Conseiller d'arrondissement | Naomi Sadeng          |       | DVG       |
| 1.                          |                       |       |           |